# Liste der denkmalgeschützten Objekte in Graz/Innere Stadt/A–N
Die Liste der denkmalgeschützten Objekte in Graz/Innere-Stadt enthält die 306 denkmalgeschützten, unbeweglichen Objekte des I. Grazer Stadtbezirks Innere Stadt.

## Denkmäler
| Foto  |                 | Denkmal | Standort                                                                      | Beschreibung | Metadaten |
| ----- | --------------- | --- | ----------------------------------------------------------------------------- | --- | --- |
| ja    | Datei hochladen | Franziskanerkirche, Pfarrkirche Mariae Himmelfahrt und Teile der ehemaligen Stadtmauer HERIS-ID: 51106 Objekt-ID: 56680 | Albrechtgasse 6 Standort KG: Innere Stadt                                     | Es handelt sich um eine dreischiffige Staffelhallenkirche (1519) mit östlichem Langchor. Der erste Kirchenbau wurde um 1257 (oder 1277) vollendet. Um 1330 erfolgte der Zubau des Langchores. 1636 bis 1643 wurde das Gebäude mit einem neuen Westturm versehen. Die Westseite des Franziskanerklosters stieß unmittelbar an die in diesem Bereich noch als Substruktion erhaltene mittelalterliche Stadtmauer. | BDA-Hist.: Q64487580 Status: § 2a Stand der BDA-Liste: 2025-06-30 Name: Franziskanerkirche, Pfarrkirche Mariae Himmelfahrt und Teile der ehem. Stadtm. GstNr.: 93/1 Franziskanerkirche, Graz                                                                                |
| ja    | Datei hochladen | Franziskanerkloster und Teil der ehem. Stadtmauer mit Zwinger HERIS-ID: 92255 Objekt-ID: 107168                         | Albrechtgasse 6 / Franziskanerplatz 14, 15 Standort KG: Innere Stadt          | Das Klostergebäude schließt südlich an die Kirche an. Der Baukern stammt aus dem 13./14. Jahrhundert, in den Jahren 1515–1519 fanden Umbauten statt. An der Nordfassade befindet sich ein freistehendes Stiegenhaus aus dem Jahr 1829. Der Gebäudekomplex ist zweigeschoßig, die Fassaden sind glatt. Der Kreuzgang im Inneren weist spitzbogige Stichkappengewölbe auf, im Hof befinden sich Grabdenkmäler, die teilweise von hohem künstlerischen Wert sind. | BDA-Hist.: Q1450322 Status: § 2a Stand der BDA-Liste: 2025-06-30 Name: Franziskanerkloster und Teil der ehem. Stadtmauer mit Zwinger GstNr.: 93/1, 94 Franziskanerkloster Graz                                                                                              |
| ja    | Datei hochladen | Brunnen HERIS-ID: 110312 Objekt-ID: 128004                                                                              | Am Eisernen Tor Standort KG: Innere Stadt                                     | Die Brunnenanlage wurde 1928 nach Plänen Tassilo Hüllers errichtet. Sie ersetzte einen 1890 erbauten, Alexander Graf Auersperg gewidmeten, Springbrunnen. | BDA-Hist.: Q37818084 Status: § 2a Stand der BDA-Liste: 2025-06-30 Name: Brunnen GstNr.: 838 Brunnen am Eisernen Tor |
| ja    | Datei hochladen | Acht Straßenlaternen HERIS-ID: 110481 Objekt-ID: 128186                                                                 | Am Eisernen Tor Standort KG: Innere Stadt                                     | Lichtmasten mit je zwei unten offene Leuchten aus Milchglas. Diese hängen von diametral stehenden, halbkreisförmigen Peitschen nach unten, weisen jeweils eine überstehende Glocke und einen zylindrischen Kamin auf. | BDA-Hist.: Q37819034 Status: § 2a Stand der BDA-Liste: 2025-06-30 Name: Acht Straßenlaternen GstNr.: 800/1, 873/3 |
| ja    | Datei hochladen | Mariensäule, Türkensäule HERIS-ID: 103926 Objekt-ID: 120493                                                             | Am Eisernen Tor Standort KG: Innere Stadt                                     | Die Mariensäule (auch Türkensäule genannt) wurde 1670 vollendet. Sie ist die Einlösung eines 1664 infolge der Türkenkriege der Immaculata conceptio geleisteten Gelübdes, eine Votivsäule zu errichten. Mit den Arbeiten wurde 1666 begonnen. Der Entwurf wird Domenico Sciassia zugeschrieben. Ursprünglich am Karmeliterplatz errichtet wurde sie 1796 auf Kosten von Kaspar Andreas von Jacomini auf den Jakominiplatz übertragen und 1928 nach Plänen von Tassilo Hüller an ihren heutigen Standort versetzt. Die Säulenanlage besteht aus einem quadratischen Unterbau aus Salzburger Marmor, in dem vier Inschriftkartuschen mit Knorpel- und Ohrmuschelwerkrahmen eingelassen sind. Der Unterbau auf einem Stufenpodest trägt den steinernen Säulensockel mit der korinthischen Bronzesäule, die von einer vergoldeten Figur der Maria Immaculata gekrönt wird. 2003–2007 stand wenige Meter östlich der Säule etwa gleichhoch der Marienlift. Siehe auch Am Eisernen Tor#Mariensäule | BDA-Hist.: Q37798602 Status: § 2a Stand der BDA-Liste: 2025-06-30 Name: Mariensäule, Türkensäule GstNr.: 873/3 Mariensäule beim Eisernen Tor |
| ja    | Datei hochladen | Tabakkiosk HERIS-ID: 46134 Objekt-ID: 47814                                                                             | Am Eisernen Tor Standort KG: Innere Stadt                                     | Der Tabakkiosk ist eine 1928 von Hans Karl Zisser errichtete rostfreie Stahlkonstruktion (eine Entwicklung der Grazer Firma Treiber). Da die Außenhaut des Kiosk verglast ist, kann sie als großflächiger Werbeträger genutzt werden. Ursprünglich befand sich am vorspringenden Dach noch die Bezeichnung „Trafik“ im klassischen Schriftzug, welche aber in den letzten Jahren entfernt wurde. | BDA-Hist.: Q38019457 Status: Bescheid Stand der BDA-Liste: 2025-06-30 Name: Tabakkiosk GstNr.: 873/3 Tabakkiosk Am Eisernen Tor, Graz |
| ja    | Datei hochladen | Bürgerhaus HERIS-ID: 58529 Objekt-ID: 69242seit 2013                                                                    | Am Fuße des Schloßberges 3 Standort KG: Innere Stadt                          | Das ehemalige Vorstadthaus mit Schopfwalmgiebel stammt aus der Mitte des 17. Jahrhunderts. | BDA-Hist.: Q38083897 Status: Bescheid Stand der BDA-Liste: 2025-06-30 Name: Bürgerhaus GstNr.: 551 Am Fuße des Schloßberges 3, Graz |
| ja    | Datei hochladen | Bürgerhaus HERIS-ID: 58528 Objekt-ID: 69240seit 2013                                                                    | Am Fuße des Schloßberges 4 Standort KG: Innere Stadt                          | Das ehemalige Vorstadthaus mit Schopfwalmgiebel stammt aus der ersten Hälfte des 18. Jahrhunderts und wurde später ausgebaut und erweitert. | BDA-Hist.: Q38083889 Status: Bescheid Stand der BDA-Liste: 2025-06-30 Name: Bürgerhaus GstNr.: 545 |
| ja    | Datei hochladen | Miethaus HERIS-ID: 60073 Objekt-ID: 71932                                                                               | Andreas-Hofer-Platz 5 Standort KG: Innere Stadt                               | Das Gebäude wurde 1844 von Georg Hauberisser dem Älteren erbaut. Im Jahr 1912 erfolgte ein Umbau nach Entwürfen von Wilhelm Burgstaller und A. Zauer, wobei das Gebäude mit einer secessionistischen Fassade versehen wurde. In der Hoffront befindet sich eine Sandstein-Nischenfigur der Maria Immaculata aus dem 4. Viertel des 17. Jahrhunderts. | BDA-Hist.: Q38089978 Status: Bescheid Stand der BDA-Liste: 2025-06-30 Name: Miethaus GstNr.: 76 |
| ja    | Datei hochladen | Verwaltungs-/Bürogebäude der Grazer Stadtwerke AG HERIS-ID: 11319 Objekt-ID: 7404                                       | Andreas-Hofer-Platz 15 Standort KG: Innere Stadt                              | Das Gebäude, welches als Verwaltungs- und Bürogebäude der Grazer Stadtwerke dient, wurde zwischen 1930 und 1935 nach Plänen von Rambald von Steinbüchel-Rheinwall (Architekt) und Hubert Gessner (Tragwerksplanung) erbaut. Es handelt sich um einen städtebaulich bemerkenswerten Baukörper im Stil der klassischen Moderne, dem einzigen im Bereich der historischen Altstadt von Graz. Steinbüchel-Rheinwall beabsichtigte den „Service-Charakter“ des Gebäudes durch eine ausgeprägt funktionale Bauweise zu betonen. Die beiden, mit einer horizontalen Bänderfassade versehenen Flügel des Gebäudes, die jeweils eine der beiden getrennten Verwaltungseinheiten Gas-/Elektrizitäts- und Wasserversorgung beherbergten, werden durch den erhöhten, im kleinen Quadratraster aufgelösten, 1+12-geschoßigen, nordöstlichen Treppenturm scharnierartig so verbunden, dass sich ein L-förmiger Grundriss ergibt. Die Schauseite des dem Andreas-Hofer-Platz zugewandten Flügels ist geknickt. Das Erdgeschoß ist mit großzügigen Glasflächen versehen. Durch den halbstock-kleinen Fensterraster modelliert der Stiegenturm ein 12-stöckiges Hochhaus. | BDA-Hist.: Q38096599 Status: Bescheid Stand der BDA-Liste: 2025-06-30 Name: Verwaltungs-/Bürogebäude der Grazer Stadtwerke AG GstNr.: 144 Stadtwerke-Haus, Graz |
| ja    | Datei hochladen | Post- und Telegraphenamt HERIS-ID: 51107 Objekt-ID: 56684seit 2015                                                      | Andreas-Hofer-Platz 19 Standort KG: Innere Stadt                              | Das Post- und Telegraphenamt wurde 1929/29 nach Plänen von Robert Haueisen errichtet. | BDA-Hist.: Q38043754 Status: Bescheid Stand der BDA-Liste: 2025-06-30 Name: Post- und Telegraphenamt GstNr.: 136 Ehem. Post- und Telegraphenamt, Graz |
| ja    | Datei hochladen | Paradeishof HERIS-ID: 36948 Objekt-ID: 36015                                                                            | Badgasse 3 Standort KG: Innere Stadt                                          | Das ehemalige Konventgebäude der Klarissen wurde zu Wohnzwecken umgebaut und stammt im Kern aus der Zeit ab 1602. Der viergeschoßige Baublock umschließt einen rechteckigen Innenhof. Die Erdgeschoß-Säulenarkaden im Innenhof (einst der Kreuzgang) entstanden nach 1600, die oberen Hoffronten wurden um 1784 josephinisch-klassizistisch gestaltet. Anmerkung: beherbergt rundum das Kaufhaus Kastner & Öhler | BDA-Hist.: Q37973012 Status: Bescheid Stand der BDA-Liste: 2025-06-30 Name: Paradeishof GstNr.: 28/2 |
| ja    | Datei hochladen | Bürgerhaus HERIS-ID: 36949 Objekt-ID: 36016                                                                             | Bindergasse 4 Standort KG: Innere Stadt                                       | Die unteren Stockwerke des Bürgerhauses stammen im Kern aus dem 16. Jahrhundert; die beiden obersten Stockwerke wurden im Zug eines Umbaus im Jahr 1835 aufgesetzt. Der polygonale Eckerker geht auf das 16. und 17. Jahrhundert zurück. Die Stuckverzierungen stammen aus der Biedermeierzeit. | BDA-Hist.: Q37973022 Status: Bescheid Stand der BDA-Liste: 2025-06-30 Name: Bürgerhaus GstNr.: 431 Bindergasse 4, Graz |
| ja    | Datei hochladen | Mittelalterliche Platzanlagen HERIS-ID: 109751 Objekt-ID: 127386                                                        | Bischofplatz Standort KG: Innere Stadt                                        | | BDA-Hist.: Q37815460 Status: § 2a Stand der BDA-Liste: 2025-06-30 Name: Mittelalterliche Platzanlagen GstNr.: 934/2, 921, 308/1, 910, 911, 867, 913, 868, 934/1, 935, 912, 925, 924/1, 917                                                                                  |
| ja    | Datei hochladen | Ehem. Palais Inzaghi HERIS-ID: 36950 Objekt-ID: 36017                                                                   | Bischofplatz 1 Standort KG: Innere Stadt                                      | Das Palais wurde 1775–1780 unter Einbeziehung der Substanz eines älteren Gebäude von Joseph Hueber für Graf Franz Anton Inzaghi gebaut, 1861 wurde ein kleineres Nachbarhaus einbezogen. Der hakenförmige Bau mit geknickter Schauseite weist eine frühklassizistische Fassade auf. Das rustizierende Rundbogen-Steinportal ist vom von zwei Löwen flankierten Wappen der Inzaghi bekrönt. | BDA-Hist.: Q2047020 Status: Bescheid Stand der BDA-Liste: 2025-06-30 Name: Ehem. Palais Inzaghi GstNr.: 427 Palais Inzaghi (Bischofplatz) |
| ja    | Datei hochladen | Wohnhaus HERIS-ID: 90647 Objekt-ID: 105348                                                                              | Bischofplatz 2 Standort KG: Innere Stadt                                      | Das viergeschoßige Wohnhaus mit einem Rundbogen-Steinportal stammt aus dem 17. Jahrhundert. | BDA-Hist.: Q37748430 Status: § 2a Stand der BDA-Liste: 2025-06-30 Name: Wohnhaus GstNr.: 425/1, 425/2, 425/3, 426/2 |
| ja    | Datei hochladen | Ehem. Bischöfliches Palais HERIS-ID: 51142 Objekt-ID: 56723                                                             | Bischofplatz 4 Standort KG: Innere Stadt                                      | Das Gebäude stammt ursprünglich aus dem 13. Jahrhundert, aus dieser Zeit sind noch einige Gewölbe, vor allem aber Freskenreste im Zackenstil erhalten. Größere Umbauten erfolgte um 1500 und nach 1786, als Graz zum Bischofssitz erhoben wurde. Aus der Zeit um 1500 stammen die spätgotischen Türgewände, aus dem späten 18. Jahrhundert ein Großteil der Außenerscheinung. Weitere Trakte im Westen und Süden wurden 1861 bzw. 1903 angefügt. | BDA-Hist.: Q866249 Status: § 2a Stand der BDA-Liste: 2025-06-30 Name: Ehem. Bischöfliches Palais GstNr.: 336/1 Bischöfliches Palais, Graz |
| ja    | Datei hochladen | Domherrenhof HERIS-ID: 51159 Objekt-ID: 56743                                                                           | Bürgergasse 1 Standort KG: Innere Stadt                                       | Das Gebäude geht auf eine Stiftung Erzherzog Karls II. aus dem Jahr 1576 zurück, nach dem ein Jesuiten-Collegium eingerichtet wurde. Nach einem Brand 1627 wurde es neu errichtet und 1762 großzügig umgebaut. Es ist ein repräsentativer Viergeschoßiger Bau mit neunachsiger Hauptfassade zur Bürgergasse. Beim Umbau ab 1762, der von Joseph Hueber geleitet wurde kam es zu einer Umwandlung der Hauskapelle in einen zweigeschoßigen Sakralraum und zur Freskierung von Sälen, die für ein nicht verwirklichtes adeliges Kolleg bestimmt gewesen wären. Markantestes Element dieses Umbaus ist das Portal, das von Veit Königer stammt. Es ist ein Korbbogenportal und wird von Volutenkapitellen flankiert, die weit ausschwingen und von allegorischen Figuren bekrönt werden. Oberhalb des Portalscheitels befindet sich ein Porträt von Karl II. in einer Kartusche, die vom steirischen Erzherzogshut bekrönt und von zwei Putti gehalten wird. | BDA-Hist.: Q1237383 Status: § 2a Stand der BDA-Liste: 2025-06-30 Name: Domherrenhof GstNr.: 397 Domherrenhof, Graz |
| ja    | Datei hochladen | Priesterseminar, ehem Jesuitenkollegium HERIS-ID: 41738 Objekt-ID: 42301                                                | Bürgergasse 2 Standort KG: Innere Stadt                                       | Das ehemalige Jesuitenkollegium wurde ab 1572 von Vincenz de Verda errichtet und noch vor 1600 zu einem weitläufigen Gebäudekomplex mit imposanter Hofanlage erweitert. Von 1714 bis 1718 erfolgte dann der Aufbau eines vierten Geschoßes. An der Ostseite ist ein Teil der Spätrenaissancefassade erhalten, ansonsten sind die Fassaden im josephinisch-klassizistischen Stil gestaltet. Heute wird das Gebäude durch das Priesterseminar und das Diözesanmuseum Graz genutzt. | BDA-Hist.: Q38002499 Status: § 2a Stand der BDA-Liste: 2025-06-30 Name: Priesterseminar, ehem Jesuitenkollegium GstNr.: 440/1, 442 Priesterseminar, Graz |
| ja    | Datei hochladen | Stadtpalais Schwarzenberg HERIS-ID: 36963 Objekt-ID: 36031                                                              | Bürgergasse 3 Standort KG: Innere Stadt                                       | Das Palais auf ungewöhnlich schmalem und langgestreckten Grundstück wurde zwischen 1570 und 1580 unter Einbeziehung älterer Substanz errichtet. Es hat eine glatte Fassade (größtenteils aus der Bauzeit) mit großen Doppelfenstern mit geraden Verdachungen in den beiden Obergeschoßen. Das vom Wappen der Schwarzenberg bekrönte spätbarocke Portal stammt aus dem Jahr 1775 und wird Joseph Hueber zugeschrieben. Im Inneren befindet sich ein Hof mit Arkadengängen in allen drei Geschoßen, die Rundbögen werden von toskanischen Säulen getragen. Auch der gut erhaltene Dachstuhl stammt aus der Bauzeit. | BDA-Hist.: Q2047168 Status: Bescheid Stand der BDA-Liste: 2025-06-30 Name: Stadtpalais Schwarzenberg GstNr.: 398 Palais Schwarzenberg, Graz |
| ja    | Datei hochladen | Ehem. Palais Lengheimb HERIS-ID: 36964 Objekt-ID: 36032                                                                 | Bürgergasse 4 Standort KG: Innere Stadt                                       | Das laut einer Inschrift 1577 errichtete Palais wurde 1596 erstmals urkundlich erwähnt. Eine Aufstockung erfolgte 1732. Es ist ein viergeschoßiges, vierflügeliges Gebäude mit einem markanten, über alle Oberschoße reichenden Polygonalerker. Die schmucklose Fassade ist nur durch die Fenster mit Sohlbänken und geraden Verdachungen gegliedert. Das Portal aus der Bauzeit ist von Rundpfeilern flankiert, die in der Mitte durch Kämpfer geteilt sind. An der Nord- sowie Ostseite des Innenhofs befinden sich Arkadengänge mit toskanischen Säulen über drei Geschoße, wobei die Säulen in den oberen Stockwerken wesentlich dünner sind. Die dahinter befindlichen Fresken wurden 1996 teilweise freigelegt. | BDA-Hist.: Q2047067 Status: Bescheid Stand der BDA-Liste: 2025-06-30 Name: Ehem. Palais Lengheimb GstNr.: 438 Palais Lengheimb (Bürgergasse), Graz |
| ja    | Datei hochladen | Stadtpalais, ehem. Dorotheum HERIS-ID: 36966 Objekt-ID: 36034                                                           | Bürgergasse 6 Standort KG: Innere Stadt                                       | Das Stadtpalais mit bemerkenswertem Steinportal und leicht geknickter Fassade wurde von Ende des 17. bis Anfang des 18. Jahrhunderts errichtet. | BDA-Hist.: Q37973059 Status: § 2a Stand der BDA-Liste: 2025-06-30 Name: Stadtpalais, ehem. Dorotheum GstNr.: 434 Dorotheum (Bürgergasse 6), Graz |
| ja    | Datei hochladen | Bürgerhaus HERIS-ID: 36967 Objekt-ID: 36035                                                                             | Bürgergasse 8 Standort KG: Innere Stadt                                       | Das Bürgerhaus mit überhängender Fassade und Rechteckerker auf Kragsteinen stammt ursprünglich aus dem 16. Jahrhundert. Im 19. Jahrhundert wurde es aufgestockt. | BDA-Hist.: Q37973065 Status: Bescheid Stand der BDA-Liste: 2025-06-30 Name: Bürgerhaus GstNr.: 432, 433 |
| ja    | Datei hochladen | Ehem. Franziskanerkirche HERIS-ID: 36968 Objekt-ID: 36036                                                               | Bürgergasse 13 Standort KG: Innere Stadt                                      | Die gotische Franziskanerkirche wurde 1517 an die Dominikanerinnen übergeben. Nach der Klosteraufhebung wurde die ehemalige Kirche vermutlich um 1790 zu einem Wohnhaus umgebaut. Nach Beschädigungen im Zweiten Weltkrieg erfolgte 1961/62 eine Wiederherstellung des Gebäudes. | BDA-Hist.: Q37973073 Status: Bescheid Stand der BDA-Liste: 2025-06-30 Name: Ehem. Franziskanerkirche GstNr.: 420 |
| ja    | Datei hochladen | Bürgerhaus, Hotel Zum Dom HERIS-ID: 58509 Objekt-ID: 69211seit 2015                                                     | Bürgergasse 14 Standort KG: Innere Stadt                                      | Das Bürgerhaus mit Korbbogen-Steinportal stammt ursprünglich vom Anfang des 16. Jahrhunderts. Um das Jahr 1790 wurde es umgebaut, 1965 restauriert. | BDA-Hist.: Q38083758 Status: § 57-Mandatsbescheid Stand der BDA-Liste: 2025-06-30 Name: Bürgerhaus, Hotel Zum Dom GstNr.: 426/1 Palais Inzaghi (Bürgergasse), Graz |
| ja    | Datei hochladen | Dom hl. Ägydius und Platzbereiche HERIS-ID: 51143 Objekt-ID: 56724                                                      | Standort KG: Innere Stadt                                                     | Die spätgotische Staffelkirche mit spätgotischen und barocken Anbauten wurde ursprünglich als Kirchenkastell außerhalb der mittelalterlichen Stadtmauer in erhöhter Lage über der Altstadt angelegt. Es ist eine dreischiffige Hallenkirche mit langem Chor. Eine erste urkundliche Nennung erfolgte 1174, 1371 wurde sie Pfarrkirche und Basilika, 1438–1462 erfolgte ein Neubau durch Kaiser Friedrich III. Ein Dachreiter mit Glocken und Zwiebelhelm befindet sich über der Westfassade mit dem sogenannten Hochzeitsportal, einem profilierten Kielbogen-Steintor mit Figuren und Wappen. Im Inneren sind bedeutende gotische Fresken, unter anderem zwei Christophorusdarstellungen von 1460 bis 1470. Der Hochaltar ist ein Hauptwerk spätbarocker Altarbaukunst in der Steiermark. Außen an der Südwand das „Landplagenbild“, ein bedeutendes Fresko von 1485, wird Thomas von Villach zugeschrieben. | BDA-Hist.: Q262563 Status: § 2a Stand der BDA-Liste: 2025-06-30 Name: Dom hl. Ägydius und Platzbereiche GstNr.: 392, 391, 394, 395, 396, 930, 926/1 Dom, Graz |
| ja    | Datei hochladen | Wohnhaus, ehem. Schule HERIS-ID: 104254 Objekt-ID: 120907                                                               | Burggasse 1 Standort KG: Innere Stadt                                         | Das Wohnhaus wurde 1583 erbaut, zeigt heute aber eine Fassade aus der 1. Hälfte des 19. Jahrhunderts. | BDA-Hist.: Q37799068 Status: § 2a Stand der BDA-Liste: 2025-06-30 Name: Wohnhaus, ehem. Schule GstNr.: 390 |
| ja    | Datei hochladen | Schule, ehem. Bezirksgericht HERIS-ID: 44833 Objekt-ID: 45701                                                           | Burggasse 2 Standort KG: Innere Stadt                                         | Das dreigeschoßige Gebäude mit Spätbiedermeierfassade wurde 1853 errichtet. | BDA-Hist.: Q38011124 Status: Bescheid Stand der BDA-Liste: 2025-06-30 Name: Schule, ehem. Bezirksgericht GstNr.: 399 |
| ja    | Datei hochladen | Mausoleumkirche hl. Katharina / Mausoleum Kaiser Ferdinand II und Freitreppe HERIS-ID: 91136 Objekt-ID: 105858          | Burggasse 2a Standort KG: Innere Stadt                                        | Die beiden miteinander verbundenen Gebäude gehören zu den wichtigsten Baudenkmälern Österreichs ihrer Zeit, sie stehen am Übergang zwischen Renaissance und Barock. Die Anlage transportiert auch ein Programm der Verherrlichung des Hauses Habsburg und der Gegenreformation. Geplant wurde sie ab 1614 von Giovanni Pietro de Pomis und war 1636 in den Grundzügen fertiggestellt. Die Innenausstattung wurde allerdings großteils erst nach jahrzehntelanger Unterbrechung und Wiederaufnahme des Baus 1688 ausgeführt, die Weihe erfolgte 1714. Die Stukkaturen wurden dabei von Johann Bernhard Fischer von Erlach entworfen, auch andere prominente Künstler der Zeit um 1700 wie etwa Marx Schokotnigg wirkten daran mit. Die Anlage besteht aus der kreuzförmigen Katherinenkirche und dem baulich verbundenen ovalen Mausoleum Ferdinands II. Es ist der erste Bau außerhalb Italiens mit ovalem Grundriss und ovaler Kuppel. Zur Anlage führt eine monumentale Freitreppe. | BDA-Hist.: Q1736098 Status: § 2a Stand der BDA-Liste: 2025-06-30 Name: Mausoleumkirche hl. Katharina / Mausoleum Kaiser Ferdinand II und Freitreppe GstNr.: 393, 391 Katharinenkirche und Mausoleum, Graz                                                                   |
| ja    | Datei hochladen | Dompfarrhof HERIS-ID: 104251 Objekt-ID: 120904                                                                          | Burggasse 3 Standort KG: Innere Stadt                                         | Der Dompfarrhof wurde 1583 errichtet und weist eine vorzügliche Spätrenaissance-Fassade mit einem Steintor aus der Zeit um 1600 auf. | BDA-Hist.: Q37799054 Status: § 2a Stand der BDA-Liste: 2025-06-30 Name: Dompfarrhof GstNr.: 389 Dompfarrhof, Graz |
| ja    | Datei hochladen | Ehem. Palais Trauttmansdorff HERIS-ID: 36965 Objekt-ID: 36033                                                           | Burggasse 4 Standort KG: Innere Stadt                                         | Das Palais entstand 1615–1620 durch Zusammenfassung zweier älterer Häuser, nach 1813 wurde auch ein benachbartes Palais miteinbezogen, sodass das zeitweise größte Palais von Graz entstand. Im Originalzustand erhalten ist nur mehr der Trakt an der Bürgergasse, von den seitlichen Wirtschaftstrakten in der Trauttmansdorffgasse (mit charakteristischen Ovalfenstern im Erdgeschoß) und dem Trakt zur Burggasse sind nur noch die Fassaden vorhanden, ansonsten wurde das Gebäude entkernt und die Substanz 1992 beim Umbau in ein Einkaufszentrum ersetzt. Die Fassade zur Bürgergasse hat einen rustizierten Sockel und ist in den Obergeschoßen durch profilierte Gesimse gegliedert. Das Rundbogenportal hat eine rechteckige Steinrahmung. Die Erdgeschoßräume weisen meist noch Kreuzgrat- bzw. Stichkappengewölbe aus der zweiten Hälfte des 16. Jahrhunderts auf, ein Lichthof hat Arkaden über drei Geschoße. | BDA-Hist.: Q1342938 Status: Bescheid Stand der BDA-Liste: 2025-06-30 Name: Ehem. Palais Trauttmansdorff GstNr.: 400 Palais Trauttmansdorff, Graz |
| ja    | Datei hochladen | Miethaus HERIS-ID: 51162 Objekt-ID: 56747                                                                               | Burggasse 5 Standort KG: Innere Stadt                                         | Das Miethaus mit späthistoristischer Fassade stammt aus dem Ende des 19. Jahrhunderts. | BDA-Hist.: Q38044054 Status: § 2a Stand der BDA-Liste: 2025-06-30 Name: Miethaus GstNr.: 383/1 |
| ja    | Datei hochladen | Bürgerhaus HERIS-ID: 51163 Objekt-ID: 56748                                                                             | Burggasse 7 Standort KG: Innere Stadt                                         | Das Bürgerhaus mit glatter Fassade und vermauertem Rundbogen-Steinportal wurde im 16. Jahrhundert errichtet. | BDA-Hist.: Q38044065 Status: § 2a Stand der BDA-Liste: 2025-06-30 Name: Bürgerhaus GstNr.: 382/1 |
| ja    | Datei hochladen | Ehem. Palais Dietrichstein HERIS-ID: 36969 Objekt-ID: 36037                                                             | Burggasse 9 Standort KG: Innere Stadt                                         | Die ältesten Teile des Gebäudes stammen aus der Mitte des 16. Jahrhunderts. Um 1765 erfolgte ein größzügiger Ausbau nach Plänen von Joseph Hueber. Die weitgehend schmucklose Fassade hat einen deutlichen Knick im Dachgesims, der sich im Satteldach fortsetzt. Das frühklassizistische Treppenhaus aus den 1770ern (nach Abmauerung für ein Geschäftslokal nur mehr vom Innenhof aus zugänglich) weist einen Stuckplafond auf. Es sind noch Gewölbe der Vorgängerbauten vorhanden, das tonnengewölbte zweite Obergeschoß wurde um 1760 als Prunksaal adaptiert. | BDA-Hist.: Q2046953 Status: Bescheid Stand der BDA-Liste: 2025-06-30 Name: Ehem. Palais Dietrichstein GstNr.: 382/1, 382/2 Palais Dietrichstein, Graz |
| ja    | Datei hochladen | Lehrerbildungsanstalt HERIS-ID: 107571 Objekt-ID: 124917                                                                | Burggasse 13 Standort KG: Innere Stadt                                        | Der 1863 errichtete Schulbau wurde 1923 umgebaut und fungierte zwischenzeitlich als Handelskammergebäude. Nach Schäden im Zweiten Weltkrieg wurde die Fassade vereinfacht wiederhergestellt. | BDA-Hist.: Q37810467 Status: § 2a Stand der BDA-Liste: 2025-06-30 Name: Lehrerbildungsanstalt GstNr.: 376 |
| ja    | Datei hochladen | Mauerreste der neuzeitlichen Befestigung der Stadt Graz HERIS-ID: 112848 Objekt-ID: 131073seit 2017                     | Burggasse 15 Standort KG: Innere Stadt                                        | In den Jahren zwischen 1543 und 1564 wurde Graz zu einer starken Festung ausgebaut, es entstanden zehn Bastionen und verbindende Kurtinen. Bauleiter war Domenico d’Allio. | BDA-Hist.: Q37832375 Status: § 9-Feststellung Bodendenkmal Stand der BDA-Liste: 2025-06-30 Name: Mauerreste der neuzeitlichen Befestigung der Stadt Graz GstNr.: 368, 369                                                                                                   |
| ja    | Datei hochladen | Ausstellungsbau Künstlerhaus HERIS-ID: 107078 Objekt-ID: 124359                                                         | Burgring 2 Standort KG: Innere Stadt                                          | Der Ausstellungsbau wurde 1951/52 nach Plänen von Robert Haueisen erbaut. Es ist eine freistehende Halle mit apsisartigem Abschluss, an deren Ostseite ein länglicher, kleinerer Raum angebaut ist. | BDA-Hist.: Q1308025 Status: § 2a Stand der BDA-Liste: 2025-06-30 Name: Ausstellungsbau Künstlerhaus GstNr.: 797/3 Künstlerhaus Graz |
| ja    | Datei hochladen | Miethaus HERIS-ID: 51165 Objekt-ID: 56751                                                                               | Burgring 4 Standort KG: Innere Stadt                                          | Das Miethaus mit Spätbiedermeier-Fassade und noblem Stuckzier wurde um 1850 erbaut. | BDA-Hist.: Q38044075 Status: § 2a Stand der BDA-Liste: 2025-06-30 Name: Miethaus GstNr.: 388 |
| ja    | Datei hochladen | Miethaus HERIS-ID: 103988 Objekt-ID: 120567                                                                             | Burgring 6 Standort KG: Innere Stadt                                          | Das viergeschoßige Miethaus stammt aus den Jahren 1865 bis 1867. | BDA-Hist.: Q37798737 Status: § 2a Stand der BDA-Liste: 2025-06-30 Name: Miethaus GstNr.: 383/2 |
| ja    | Datei hochladen | Bürgerhaus HERIS-ID: 36970 Objekt-ID: 36038                                                                             | Burgring 14 Standort KG: Innere Stadt                                         | Das viergeschoßige Bürgerhaus wurde in den Jahren 1860/61 errichtet. | BDA-Hist.: Q37973089 Status: Bescheid Stand der BDA-Liste: 2025-06-30 Name: Bürgerhaus GstNr.: 377/1 |
| ja    | Datei hochladen | Stadtmauerrest HERIS-ID: 37040 Objekt-ID: 36111                                                                         | Burgring Standort KG: Innere Stadt                                            | Rest der Stadtmauer, siehe unter Burggasse 15 | BDA-Hist.: Q37973691 Status: Bescheid Stand der BDA-Liste: 2025-06-30 Name: Stadtmauerrest GstNr.: 371, 373, 374/2, 378, 379, 380, 381 |
| ja    | Datei hochladen | Mittelalterliche Gassenanlage HERIS-ID: 110316 Objekt-ID: 128008                                                        | Davidgasse Standort KG: Innere Stadt                                          | Das enge Gässchen ist durch Schwibbögen und Fassadenüberhänge geprägt. Die Häuserfronten stammen im Kern aus dem 15. und 16. Jahrhundert. | BDA-Hist.: Q37818122 Status: § 2a Stand der BDA-Liste: 2025-06-30 Name: Mittelalterliche Gassenanlage GstNr.: 869 |
| ja    | Datei hochladen | Bürgerhaus HERIS-ID: 37042 Objekt-ID: 36113                                                                             | Enge Gasse 4 Standort KG: Innere Stadt                                        | Das Bürgerhaus mit einem Rechteckerker auf Pfeilern sowie einem Schopfwalmgiebel stammt im Baukern aus dem 16. Jahrhundert. In der heutigen Form wurde es um 1728 aus zwei Häusern zusammengesetzt. | BDA-Hist.: Q37973710 Status: Bescheid Stand der BDA-Liste: 2025-06-30 Name: Bürgerhaus GstNr.: 284 |
| ja    | Datei hochladen | Ehem. Torwachhaus HERIS-ID: 51174 Objekt-ID: 56765                                                                      | Erzherzog-Johann-Allee 1 Standort KG: Innere Stadt                            | Das ehemalige Torwachhaus wurde in den Jahren 1835/36 erbaut. Seine Schauseite in Form einer dorischen Tempelfront bildet ein besonders gutes Beispiel der spätklassizistischen Biedermeier-Architektur in Graz. | BDA-Hist.: Q38044150 Status: § 2a Stand der BDA-Liste: 2025-06-30 Name: Ehem. Torwachhaus GstNr.: 494 |
| ja BW | Datei hochladen | Kaverne unter dem Blumenpavillon zum Künstlerhaus HERIS-ID: 109814 Objekt-ID: 127451                                    | Erzherzog-Johann-Allee 3 Standort KG: Innere Stadt                            | | BDA-Hist.: Q37815548 Status: § 2a Stand der BDA-Liste: 2025-06-30 Name: Kaverne unter dem Blumenpavillon zum Künstlerhaus GstNr.: 797/2, 797/3, 940/1, 940/3, 940/4 |
| ja    | Datei hochladen | Bürgerhaus HERIS-ID: 36971 Objekt-ID: 36039                                                                             | Färbergasse 5 Standort KG: Innere Stadt                                       | Das viergeschoßige Bürgerhaus mit Mansardendach stammt im Kern aus dem 16. Jahrhundert und erhielt später eine Barockfassade. Das Fresko der Heiligen Dreifaltigkeit in einer Kartusche entstand Ende des 17. Jahrhunderts. | BDA-Hist.: Q37973099 Status: Bescheid Stand der BDA-Liste: 2025-06-30 Name: Bürgerhaus GstNr.: 458 Färbergasse 5 (Graz) |
| ja    | Datei hochladen | Wohn- und Geschäftshaus samt Gasthaus Gambrinuskeller HERIS-ID: 89002 Objekt-ID: 103597                                 | Färbergasse 6 Standort KG: Innere Stadt                                       | Die ältesten Teile des Hauses stammen aus dem 16. Jahrhundert. Die Fassade wurde im 19. Jahrhundert neu gestaltet. | BDA-Hist.: Q37730608 Status: Bescheid Stand der BDA-Liste: 2025-06-30 Name: Wohn- und Geschäftshaus samt Gasthaus Gambrinuskeller GstNr.: 304, 307, 306 |
| ja    | Datei hochladen | Färberschule, ehem. Ferdinandeum HERIS-ID: 51166 Objekt-ID: 56752                                                       | Färbergasse 11 Standort KG: Innere Stadt                                      | Das sogenannte Ferdinandeum wurde im Jahr 1602 als Burse und Konvikt für die Jesuiten erbaut. Um die Mitte des 18. Jahrhunderts erfolgten ein Umbau und eine Erweiterung. Das oberste Stockwerk wurde dem langgestreckten Baublock mit geknickter Fassade erst 1874/75 aufgesetzt. | BDA-Hist.: Q38044087 Status: § 2a Stand der BDA-Liste: 2025-06-30 Name: Färberschule, ehem. Ferdinandeum GstNr.: 452/1 Färbergasse 11 (Graz) |
| ja    | Datei hochladen | Wohn- und Geschäftshaus HERIS-ID: 36972 Objekt-ID: 36040                                                                | Franziskanerplatz 11 Standort KG: Innere Stadt                                | Der Baukern des stattlichen Hauses geht ins 14. und 15. Jahrhundert zurück. Etwa von 1725 bis 1730 wurden zwei Häuser zusammengelegt. Aus dieser Zeit stammt auch die bemerkenswerte spätbarocke Fassade mit viel Stuck. | BDA-Hist.: Q37973109 Status: Bescheid Stand der BDA-Liste: 2025-06-30 Name: Wohn- und Geschäftshaus GstNr.: 108 Franziskanerplatz 11, Graz |
| ja    | Datei hochladen | Bürgerhäuser mit Hofanlage und Einfahrtsportal mit Statue hl. Nepomuk HERIS-ID: 51094 Objekt-ID: 56666                  | Frauengasse 2 Standort KG: Innere Stadt                                       | Das Bürgerhaus mit Schopfwalmgiebel stammt im Kern aus dem 15. Jahrhundert; im 17. Jahrhundert erfolgte dann ein Umbau. Die Toranlage mit der bekrönenden Sandsteinfigur entstand laut Datierung im Jahr 1723. | BDA-Hist.: Q38043714 Status: Bescheid Stand der BDA-Liste: 2025-06-30 Name: Bürgerhäuser mit Hofanlage und Einfahrtsportal mit Statue hl. Nepomuk GstNr.: 254 |
| ja    | Datei hochladen | Miethaus HERIS-ID: 42850 Objekt-ID: 43445                                                                               | Freiheitsplatz 1 Standort KG: Innere Stadt                                    | Das langgestreckte viergeschoßige Miethaus mit imposanter Spätbiedermeier-Fassade wurde von 1841 bis 1843 erbaut. | BDA-Hist.: Q38003433 Status: Bescheid Stand der BDA-Liste: 2025-06-30 Name: Miethaus GstNr.: 474, 475/1 |
| ja    | Datei hochladen | Miethaus, ehem. St. Lambrechter-Hof HERIS-ID: 36973 Objekt-ID: 36041                                                    | Freiheitsplatz 4 Standort KG: Innere Stadt                                    | Der ehemalige St. Lambrechter-Hof wurde 1838 im spätklassizistischen Stil erbaut. Seine Schauseite ist durch einen Mittelrisalit mit ionischen Kolossalsäulen gestaltet. | BDA-Hist.: Q37973117 Status: § 2a Stand der BDA-Liste: 2025-06-30 Name: Miethaus, ehem. St. Lambrechter-Hof GstNr.: 484 Former St. Lambrechter-Hof, Freiheitsplatz 4, Graz                                                                                                  |
| ja    | Datei hochladen | Kulissendepot HERIS-ID: 51175 Objekt-ID: 56766                                                                          | Freiheitsplatz 5 Standort KG: Innere Stadt                                    | Das ehemalige Depotgebäude mit Biedermeier-Fassade wurde 1838 errichtet. | BDA-Hist.: Q38044157 Status: § 2a Stand der BDA-Liste: 2025-06-30 Name: Kulissendepot GstNr.: 488/1 |
| ja    | Datei hochladen | Denkmal Kaiser Franz I. HERIS-ID: 103911 Objekt-ID: 120476                                                              | bei Freiheitsplatz 6 Standort KG: Innere Stadt                                | Das von den Ständen der Steiermark finanzierte, von Pompeo Marchesi (1789–1858) entworfene und von der Mailänder Erzgießerei Manfredini gefertigte Denkmal wurde am 19. August 1841 im Beisein von Kaiser Ferdinand I. und Kaiserin Maria Anna von Fürstbischof Zängerle geweiht. | BDA-Hist.: Q37798538 Status: § 2a Stand der BDA-Liste: 2025-06-30 Name: Denkmal Kaiser Franz I. GstNr.: 931 Emperor Francis monument (Graz) |
| ja    | Datei hochladen | Reste der mittelalterlichen Stadtmauer und Burg HERIS-ID: 58096 Objekt-ID: 68548                                        | Freiheitsplatz Standort KG: Innere Stadt                                      | Die mittelalterliche Stadtmauer stammt aus dem 13. Jahrhundert, urkundlich wurde sie 1265 erwähnt. Im 16. Jahrhundert wurde sie dann durch eine damals moderne Festungsanlage ersetzt. Hier befinden sich auch Reste der spätmittelalterlichen Burg, von der Teile im 19. Jahrhundert wegen Baufälligkeit abgerissen wurden. | BDA-Hist.: Q38080473 Status: Bescheid Stand der BDA-Liste: 2025-06-30 Name: Reste der mittelalterlichen Stadtmauer und Burg GstNr.: 931 |
| ja    | Datei hochladen | Wohn- und Geschäftshaus HERIS-ID: 107601 Objekt-ID: 124948seit 2013                                                     | Girardigasse 10 Standort KG: Innere Stadt                                     | Das zur Gleisdorfer Gasse (dort Nr. 19) durchgehende Gebäude wurde um 1790 erbaut, zur Girardigasse hin wurde die Fassade um 1870 verändert und aufgestockt. | BDA-Hist.: Q37810515 Status: Bescheid Stand der BDA-Liste: 2025-06-30 Name: Wohn- und Geschäftshaus GstNr.: 810 |
| ja    | Datei hochladen | Wohn- und Geschäftshaus HERIS-ID: 101183 Objekt-ID: 117497seit 2013                                                     | Girardigasse 12 Standort KG: Innere Stadt                                     | Das Haus mit einer Fassade im Plattenstil stammt aus der Zeit um 1800. | BDA-Hist.: Q37786846 Status: Bescheid Stand der BDA-Liste: 2025-06-30 Name: Wohn- und Geschäftshaus GstNr.: 809 |
| ja    | Datei hochladen | Glockenspielhaus HERIS-ID: 51167 Objekt-ID: 56753                                                                       | Glockenspielplatz 4 Standort KG: Innere Stadt                                 | Das sogenannte Glockenspielhaus mit vermutlich mittelalterlichem Baukern wurde im Jahr 1856 umgebaut. Von 1903 bis 1905 erhielt es eine Fassade in sezessionistischen Formen. | BDA-Hist.: Q38044101 Status: Bescheid Stand der BDA-Liste: 2025-06-30 Name: Glockenspielhaus GstNr.: 436/1 Glockenspielhaus, Graz |
| ja    | Datei hochladen | Stadtpalais des Effans d’Avernas HERIS-ID: 36974 Objekt-ID: 36042                                                       | Glockenspielplatz 5 Standort KG: Innere Stadt                                 | Das heutige Gebäude geht auf das Ende des 17. Jahrhunderts zurück, es befinden sich darin aber Gemäuer aus dem 16. Jahrhundert. Nach der Erwerbung durch die Grafen Enffans D’Avernas 1840 wurde es aufgestockt, nachdem es bereits 1828 als Bürogebäude für die Wechselseitige Brandschadensversicherung adaptiert worden war. Es ist ein Spätrenaissance-Bau, der um mehrere Höfe gruppiert ist. Auffälligstes Detail an der ansonsten schmucklosen Fassade ist der Polygonalerker an der Ecke. Der große Hof wurde durch ein Treppenhaus mit Pfeilerarkaden in zwei Teile geteilt. Das vermutlich nach italienischen Vorbildern errichtete Stiegenanlage mit balustrierten Rundbogenöffnungen gehört zu den bedeutendsten Stiegenhäusern dieser Zeit in der Steiermark. | BDA-Hist.: Q1730393 Status: Bescheid Stand der BDA-Liste: 2025-06-30 Name: Stadtpalais des Effans d'Avernas GstNr.: 435 Palais des Enffans d’Avernas |
| ja    | Datei hochladen | Bürgerhaus HERIS-ID: 36975 Objekt-ID: 36043                                                                             | Glockenspielplatz 6 Standort KG: Innere Stadt                                 | Das Bürgerhaus mit geknickter glatter Fassade stammt aus dem 16. Jahrhundert. Die bemerkenswerte Sandstein-Nischenfigur der Maria mit dem Kind entstand um 1720. | BDA-Hist.: Q37973131 Status: Bescheid Stand der BDA-Liste: 2025-06-30 Name: Bürgerhaus GstNr.: 314 |
| ja    | Datei hochladen | Ehem. Palais Galler HERIS-ID: 21218 Objekt-ID: 17535                                                                    | Glockenspielplatz 7 Standort KG: Innere Stadt                                 | Das ehemalige Palais wurde im frühen 16. Jahrhundert erbaut. Die Fassade enthält noch spätgotisch profilierte Kragsteine; den Plattenstildekor erhielt sie um 1800. Das Rundbogen-Steinportal stammt aus der 1. Hälfte des 17. Jahrhunderts. | BDA-Hist.: Q37860120 Status: Bescheid Stand der BDA-Liste: 2025-06-30 Name: Ehem. Palais Galler GstNr.: 313 Palais Galler (Glockenspielplatz), Graz |
| ja    | Datei hochladen | Persönlichkeitsdenkmal Herzog Wilhelm von Württemberg HERIS-ID: 103772 Objekt-ID: 120307                                | Gorbachplatz Standort KG: Innere Stadt                                        | Das Herzog-Wilhelm-von-Württemberg-Denkmal wurde im Jahr 1907 errichtet. Der Sandsteinaufbau trägt zwei Bronzereliefs von Schlachten sowie eine Standfigur des Herzogs. | BDA-Hist.: Q37798364 Status: § 2a Stand der BDA-Liste: 2025-06-30 Name: Persönlichkeitsdenkmal Herzog Wilhelm von Württemberg GstNr.: 864 Herzog Wilhelm von Württemberg monument                                                                                           |
| ja    | Datei hochladen | Ehem. Palais Wildenstein HERIS-ID: 51173 Objekt-ID: 56764                                                               | Hans-Sachs-Gasse 1 Standort KG: Innere Stadt                                  | Das Palais Stubenberg-Wildenstein wurde nach 1689 von Bartholomäus Ebner errichtet. Die fünfachsige Hauptfassade zur Hans-Sachs-Gasse ist noch einigermaßen original erhalten, sie ist durch geometrische Putzflächen und rasterartige Putzfaschen gegliedert. Ein markantes Element ist das Portal, das von einem Balusterbalkon tragenden Atlantenhermen flankiert wird. Es ist die einzige figurale Portalrahmung in Graz. | BDA-Hist.: Q2047188 Status: Bescheid Stand der BDA-Liste: 2025-06-30 Name: Ehem. Palais Wildenstein GstNr.: 352/2 Palais Stubenberg, Graz |
| ja    | Datei hochladen | Stadtpalais Lengheimb HERIS-ID: 11335 Objekt-ID: 7420                                                                   | Hans-Sachs-Gasse 3 Standort KG: Innere Stadt                                  | Das Palais entstand nach 1689, weist deutliche oberitalienische Einflüsse auf und wurde von Joachim Carlone erbaut. Nach Abbruch der Stadtmauern wurde es unter Fortsetzung der Fassade verlängert. Die beiden Fassaden (Hans-Sachs-Gasse und Hamerlinggasse 1) sind durch toskanische Doppelpilaster gegliedert, die Geschoße sind durch kräftige Gurtgesimse voneinander abgehoben. Das Rundbogenportal in der Hans-Sachs-Gasse ist rustiziert, auch an den flankierenden Pilastern. In der darüberliegenden Arkanthus-Kartusche befindet sich das Wappen der Freiherren von Königsbrunn (Besitzer im frühen 19. Jahrhundert). | BDA-Hist.: Q2047070 Status: Bescheid Stand der BDA-Liste: 2025-06-30 Name: Palais Lengheimb GstNr.: 350 Palais Lengheimb (Hans-Sachs-Gasse), Graz |
| ja    | Datei hochladen | Bürgerhaus HERIS-ID: 59618 Objekt-ID: 71049                                                                             | Hans-Sachs-Gasse 6 Standort KG: Innere Stadt                                  | Das dreigeschoßige Bürgerhaus stammt im Kern aus dem 16. Jahrhundert. Seine Fassade wurde später erneuert. | BDA-Hist.: Q38087946 Status: § 2a Stand der BDA-Liste: 2025-06-30 Name: Bürgerhaus GstNr.: 339 |
| ja    | Datei hochladen | Stadtpalais Welsersheimb HERIS-ID: 36977 Objekt-ID: 36045                                                               | Hans-Sachs-Gasse 7 Standort KG: Innere Stadt                                  | Das Palais wurde nach 1689 von Joachim Carlone errichtet und zählt zu den bedeutendsten Barockpalais der Grazer Altstadt. Die Fassaden sind in den Obergeschoßen durch ionische bzw. korinthische Pilaster gegliedert, von Dreiecks- und Segmentgiebeln hängen Festons mit stuckierten Früchte- und Blumenbuketts. Die horizontale Gliederung erfolgt durch Parapete mit Blendbalustern. Das rustizierte Portal wird dem Steinmetz Bernhard Leykhauff zugeschrieben, es ist von toskanischen Dreiviertelsäulen flankiert. | BDA-Hist.: Q1800547 Status: Bescheid Stand der BDA-Liste: 2025-06-30 Name: Stadtpalais Welsersheimb GstNr.: 345 Palais Welsersheimb, Graz |
| ja    | Datei hochladen | Bürgerhaus HERIS-ID: 36978 Objekt-ID: 36046                                                                             | Hans-Sachs-Gasse 10 Standort KG: Innere Stadt                                 | Das Bürgerhaus mit einer bemerkenswerten Sandstein-Nischenfigur der Maria vom Siege entstand um 1711 durch Zusammenschluss zweier älterer Häuser. Das Hinterhaus geht im Baukern bis ins 15. Jahrhundert zurück. Nach Kriegsschäden wurde das Gebäude 1966/67 restauriert. | BDA-Hist.: Q37973147 Status: Bescheid Stand der BDA-Liste: 2025-06-30 Name: Bürgerhaus GstNr.: 341 |
| ja    | Datei hochladen | Bürgerhaus HERIS-ID: 51176 Objekt-ID: 56768                                                                             | Hartiggasse 2 Standort KG: Innere Stadt                                       | Das viergeschoßige Bürgerhaus mit vorzüglicher Biedermeier-Fassade wurde 1834 erbaut. | BDA-Hist.: Q38044167 Status: § 2a Stand der BDA-Liste: 2025-06-30 Name: Bürgerhaus GstNr.: 486 |
| ja    | Datei hochladen | Ehem. Stallungen des Freihauses Galler HERIS-ID: 41647 Objekt-ID: 42194                                                 | Hartiggasse 4 Standort KG: Innere Stadt                                       | Die Gebäude und die dazwischenliegenden Torpfeiler stammen aus dem zweiten Viertel des 19. Jahrhunderts. | BDA-Hist.: Q38002029 Status: Bescheid Stand der BDA-Liste: 2025-06-30 Name: Ehem. Stallungen des Freihauses Galler GstNr.: 485 |
| ja    | Datei hochladen | Rathaus HERIS-ID: 59733 Objekt-ID: 71283                                                                                | Hauptplatz 1, 2 Standort KG: Innere Stadt                                     | Das erste Rathaus an diesem Ort wurde 1550 erbaut und 1805–1807 von Christoph Stadler durch einen klassizistischen Neubau ersetzt. 1887–1889 erfolgte eine Erweiterung und Neufassadierung durch Alexander Wielemans und Theodor Reuter, insbesondere die opulente Neorenaissance-Fassade zum Hauptplatz stammt aus dieser Zeit. Diese wird vom überkuppelten Mittelrisaliten und den beiden Ecktürmen dominiert. Von den ursprünglich zahlreicheren Nischenfiguren sind zwei Landsknechte Richtung Herrengasse und vier allegorische Figuren Richtung Hauptplatz erhalten. In den 1920ern und den 1950ern wurde die Fassade ein wenig vereinfacht, eine Initiative, den klassizistischen Zustand wiederherzustellen scheiterte aber um 1960. | BDA-Hist.: Q624926 Status: § 2a Stand der BDA-Liste: 2025-06-30 Name: Rathaus GstNr.: 276/1, 276/2, 276/3, 277 Rathaus, Graz |
| ja    | Datei hochladen | Sog. Weiß´sches Haus HERIS-ID: 46157 Objekt-ID: 47850                                                                   | Hauptplatz 3 Standort KG: Innere Stadt                                        | Das Weißsche Haus wurde 1710 errichtet. Es besteht aus einem monumentalen, fünfgeschoßigen Baublock mit Innenhof. Das Korbbogen-Steinportal mit einem schmiedeeisernen Oberlichtgitter besitzt blechbeschlagene Torflügel. Die Schauseite mit Kolossalpilastern birgt ein Sandsteinrelief mit der Darstellung der Gottesmutter Maria mit Jesuskind aus dem Baujahr. | BDA-Hist.: Q38019578 Status: Bescheid Stand der BDA-Liste: 2025-06-30 Name: Sog. Weiß´sches Haus GstNr.: 114 |
| ja    | Datei hochladen | Adlerapotheke HERIS-ID: 36979 Objekt-ID: 36047                                                                          | Hauptplatz 4 Standort KG: Innere Stadt                                        | Das Haus an der Ecke Hauptplatz und Neue-Welt-Gasse stammt aus dem 16. Jahrhundert. Die Frontfassade ist von einem polygonalen Eckerker dominiert, der auf Säulen ruht und im 17. Jahrhundert errichtet wurde. An die Fassade ist ein skulptierter Adler mit dem Hauswappen angebracht (1535). Das Rundbogen-Steintor (1778) besitzt blechbeschlagene Torflügel und ein schmiedeeisernes Oberlichtgitter. In den Räumlichkeiten des Erdgeschoßes befindet sich die Adler-Apotheke. | BDA-Hist.: Q37973157 Status: Bescheid Stand der BDA-Liste: 2025-06-30 Name: Adlerapotheke GstNr.: 113 Adler-Apotheke, Graz |
| ja    | Datei hochladen | Bürgerhaus HERIS-ID: 36980 Objekt-ID: 36048                                                                             | Hauptplatz 5 Standort KG: Innere Stadt                                        | Das schmale viergeschoßige Bürgerhaus mit einem Überhang auf spätgotisch profilierten Kragsteinen stammt aus dem frühen 16. Jahrhundert. Die Fassade wurde in der 1. Hälfte des 19. Jahrhunderts teilweise erneuert. | BDA-Hist.: Q37973167 Status: Bescheid Stand der BDA-Liste: 2025-06-30 Name: Bürgerhaus GstNr.: 105 |
| ja    | Datei hochladen | Bürgerhaus Zum großen Christoph HERIS-ID: 36981 Objekt-ID: 36049                                                        | Hauptplatz 6 Standort KG: Innere Stadt                                        | Das Haus an der Ecke zur Franziskanergasse stammt aus dem 17. Jahrhundert. An die Frontfassade zwei rechteckige Erker auf Kragsteinen. Das Fassadenfresko mit der Darstellung des heiligen Christophorus stammt von P. Scholz und ist mit einem Laub- und Bandelwerk-Stuckrahmen umgeben. Das Sandsteinrelief des Marien-Gnadenbildes (1975) ist nach der Art Lucas Cranachs gestaltet und besitzt einen Zopfdekor. | BDA-Hist.: Q37973177 Status: Bescheid Stand der BDA-Liste: 2025-06-30 Name: Bürgerhaus Zum großen Christoph GstNr.: 104 Hauptplatz 6, Graz |
| ja    | Datei hochladen | Bürgerhaus HERIS-ID: 36982 Objekt-ID: 36050                                                                             | Hauptplatz 9 Standort KG: Innere Stadt                                        | Das Bürgerhaus stammt im Kern aus dem 16. Jahrhundert. Die geometrische Putzfelderzier der Fassade wurde Ende des 17. Jahrhunderts geschaffen. | BDA-Hist.: Q37973186 Status: Bescheid Stand der BDA-Liste: 2025-06-30 Name: Bürgerhaus GstNr.: 101 |
| ja    | Datei hochladen | Luegg-Häuser HERIS-ID: 36983 Objekt-ID: 36051                                                                           | Hauptplatz 11 Standort KG: Innere Stadt                                       | Der Baukern des Luegg-Hauses an der Ecke zur Sporgasse stammt aus dem 15. und 16. Jahrhundert und wurde in der Barockzeit verändert. Besonders sehenswert sind die reichen Stuckornamente nach dem Vorbild Domenico Boschos an der Fassade und der Rundbogen-Arkadengang im Erdgeschoß. Anmerkung: Identadresse Sporgasse 2 | BDA-Hist.: Q37973197 Status: Bescheid Stand der BDA-Liste: 2025-06-30 Name: Luegg-Häuser GstNr.: 299, 298 Luegg-Häuser, Graz |
| ja    | Datei hochladen | Bürgerhaus Weikhard HERIS-ID: 36984 Objekt-ID: 36052                                                                    | Hauptplatz 13 Standort KG: Innere Stadt                                       | Das Bürgerhaus stammt im Kern aus dem 16. Jahrhundert. Die Fassade der oberen Geschoße entstand in der 1. Hälfte des 19. Jahrhunderts; das Erdgeschoß wurde modern verändert. | BDA-Hist.: Q37973207 Status: Bescheid Stand der BDA-Liste: 2025-06-30 Name: Bürgerhaus Weikhard GstNr.: 297 Bürgerhaus Weikhard, Graz |
| ja    | Datei hochladen | Bankgebäude HERIS-ID: 51145 Objekt-ID: 56727                                                                            | Hauptplatz 14 Standort KG: Innere Stadt                                       | Das neoklassizistische Bankgebäude mit secessionistischen Stilelementen wurde im Jahr 1915 von Ernst Gotthilf und Alexander Neumann errichtet. die Bildhauerarbeiten stammen von Wilhelm Heyda | BDA-Hist.: Q38043943 Status: Bescheid Stand der BDA-Liste: 2025-06-30 Name: Bankgebäude GstNr.: 296 Hauptplatz 14, Graz |
| ja    | Datei hochladen | Bürgerhaus HERIS-ID: 36985 Objekt-ID: 36053                                                                             | Hauptplatz 15 Standort KG: Innere Stadt                                       | Das viergeschoßige Bürgerhaus geht im Kern auf den Beginn des 16. Jahrhunderts zurück. Die bemerkenswerte Sandstein-Nischenfigur der Maria Immaculata stammt aus der Zeit um 1800. Im Innenhof sind zweigeschoßige spätgotische Säulenarkaden erhalten. | BDA-Hist.: Q37973217 Status: Bescheid Stand der BDA-Liste: 2025-06-30 Name: Bürgerhaus GstNr.: 295 Hauptplatz 15, Graz |
| ja    | Datei hochladen | Bürgerhaus HERIS-ID: 67176 Objekt-ID: 80121                                                                             | Hauptplatz 16 Standort KG: Innere Stadt                                       | Das viergeschoßige Bürgerhaus stammt im Kern aus dem 16. Jahrhundert. Um das Jahr 1650 erfolgte ein Umbau; in dieser Zeit erhielt die Fassade ihren Schweifwerk-Ornamentstuck. | BDA-Hist.: Q38115651 Status: Bescheid Stand der BDA-Liste: 2025-06-30 Name: Bürgerhaus GstNr.: 294, 908 Hauptplatz 16, Graz |
| ja    | Datei hochladen | Ehem. Palais Stürgkh HERIS-ID: 91215 Objekt-ID: 105963                                                                  | Hauptplatz 17 Standort KG: Innere Stadt                                       | Das Palais hat unterschiedliche Bauteile, die vom Mittelalter bis ins 20. Jahrhundert reichen, die heutige Form stammt aber aus Anfang des 19. Jahrhunderts,a als es aufgestockt und neu fassadiert wurde. Die Fassade ist im Plattenstil gehalten, oberhalb des Portals befindet sich eine Nische mit einer Madonnenstatue. Das Korbbogen-Steinportal stammt aus dem 16. Jahrhundert und ist mit Rankenwerk umgeben und von zwei aus dem Jahr 1638 stammenden Wappen flankiert. Die letzteren Elemente wurden erst 1937 wiederentdeckt und restauriert, wobei die Wappen (der Familien Stürgkh und Khuenburg) heraldisch falsch ergänzt wurden. | BDA-Hist.: Q2047193 Status: Bescheid Stand der BDA-Liste: 2025-06-30 Name: Ehem. Palais Stürgkh GstNr.: 292 Palais Stürgkh, Graz |
| ja    | Datei hochladen | Erzherzog-Johann-Brunnen HERIS-ID: 91137 Objekt-ID: 105867                                                              | Hauptplatz Standort KG: Innere Stadt                                          | Der Brunnen mit einem überlebensgroßen Bronze-Standbild von Erzherzog Johann und den allegorischen Darstellungen der vier Flüsse Mur, Enns, Drau und Sann wurde von Franz Pönninger entworfen und am 8. September 1878 enthüllt. An den vier Ecken sind Brunnenschalen eingefasst. Die Sockel sind mit allegorischen Bronzereliefs verziert. Ursprünglich sollte der Brunnen im Joanneumsgarten oder am Eisernen Tor aufgestellt werden. | BDA-Hist.: Q37752943 Status: § 2a Stand der BDA-Liste: 2025-06-30 Name: Erzherzog-Johann-Brunnen GstNr.: 874 Erzherzog Johann monument (Graz) |
| ja    | Datei hochladen | mittelalterliche Baureste HERIS-ID: 60119 Objekt-ID: 72009                                                              | Hauptplatz Standort KG: Innere Stadt                                          | Der Grazer Hauptplatz wurde um 1160 von Graf Otakar III. angelegt und erst um 1550 durch den bau des Rathauses verkleinert. So gut wie alle Gebäude dort haben mittelalterliche Fundamente. | BDA-Hist.: Q125536979 Status: Bescheid Stand der BDA-Liste: 2025-06-30 Name: mittelalterliche Baureste GstNr.: 874 Hauptplatz, Graz |
| ja    | Datei hochladen | Ehem. Salzburgerhof HERIS-ID: 36987 Objekt-ID: 36056                                                                    | Herrengasse 1 Standort KG: Innere Stadt                                       | Der ehemalige Freihof der Erzbischöfe von Salzburg wurde bereits 1424 urkundlich genannt. Die Rokokofassade mit reicher Stuckzier entstand um die Mitte des 18. Jahrhunderts. | BDA-Hist.: Q37973238 Status: Bescheid Stand der BDA-Liste: 2025-06-30 Name: Ehem. Salzburgerhof GstNr.: 291 |
| ja    | Datei hochladen | Ehem. Herzoghof, sog. gemaltes Haus HERIS-ID: 36988 Objekt-ID: 36057                                                    | Herrengasse 3 Standort KG: Innere Stadt                                       | Der Herzogshof wurde bereits 1360 urkundlich genannt. Um 1600 wurde das Haus mit Fresken des Giovanni Pietro de Pomis geschmückt. Die aktuelle Fresken wurden 1742 von Johann Mayer aufgebracht. Götter der griechisch-römischen Mythologie und Architekturelemente sind auf über 220 m² verteilt aufgemalt. Die Malereien wurden 2001 schon zum vierten Mal restauriert. | BDA-Hist.: Q1615336 Status: Bescheid Stand der BDA-Liste: 2025-06-30 Name: Ehem. Herzoghof, sog. gemaltes Haus GstNr.: 290 Herzogshof (Graz) |
| ja    | Datei hochladen | Bürgerhaus HERIS-ID: 16527 Objekt-ID: 12791                                                                             | Herrengasse 6 Standort KG: Innere Stadt                                       | Das schmale Bürgerhaus wurde im 18. Jahrhundert errichtet. Bei einem Umbau im Jahr 1803 entstand unter anderem das später wieder freigelegte und restaurierte Korbbogen-Steinportal. | BDA-Hist.: Q37817721 Status: Bescheid Stand der BDA-Liste: 2025-06-30 Name: Bürgerhaus GstNr.: 278 Herrengasse 6, Graz |
| ja    | Datei hochladen | Generalihof, ehem. Palais Breuner HERIS-ID: 44306 Objekt-ID: 45083                                                      | Herrengasse 9 Standort KG: Innere Stadt                                       | Das Palais entstand 1565–1570 durch Zusammenfassung dreier Bürgerhäuser. 1666 wurde es durch Franz Isidor Carlone großzügig umgebaut, 1742 erfolgte eine Barockisierung. Ein spektakuläres Ereignis war der Einsturz eines Traktes durch eine Pulverexplosion 1822. Die barocke Fassade des dreigeschoßigen Eckhauses mit steingerahmten Rundbogenportal umschließt einen Arkadenhof mit toskanischen Säulen. Diese Arkaden waren ursprünglich auf allen vier Seiten vorhanden, durch den Annbau des barocken Stiegenhauses ist aber eine Seite nicht mehr vorhanden. Im 19. Jahrhundert vermauert wurden sie um 1990 wieder freigelegt und verglast. | BDA-Hist.: Q1650735 Status: Bescheid Stand der BDA-Liste: 2025-06-30 Name: Generalihof, ehem. Palais Breuner GstNr.: 280 Palais Breuner, Graz |
| ja    | Datei hochladen | Hainrichspergisches Haus HERIS-ID: 36989 Objekt-ID: 36058                                                               | Herrengasse 11 Standort KG: Innere Stadt                                      | Das Hainrichspergische Haus wurde ursprünglich im 16. Jahrhundert errichtet. Die Rokokofassade und das prächtige Korbbogen-Steinportal gehen auf einen Umbau um das Jahr 1767 zurück. An der Hausecke steht eine Sandsteinfigur der Maria mit dem Kind aus dem späten 17. Jahrhundert. | BDA-Hist.: Q37973253 Status: Bescheid Stand der BDA-Liste: 2025-06-30 Name: Hainrichspergisches Haus GstNr.: 320 Hainrichspergisches Haus |
| ja    | Datei hochladen | Bürgerhaus HERIS-ID: 46554 Objekt-ID: 48642                                                                             | Herrengasse 13 Standort KG: Innere Stadt                                      | Das breite dreigeschoßige Bürgerhaus stammt im Kern aus dem 16. Jahrhundert. Das rechteckige Steinportal ist mit 1793 datiert; die spätklassizistische Fassade wurde im frühen 19. Jahrhundert geschaffen. | BDA-Hist.: Q38022469 Status: Bescheid Stand der BDA-Liste: 2025-06-30 Name: Bürgerhaus GstNr.: 321 |
| ja    | Datei hochladen | Ehem. Steiermärkische-Escompte-Bank HERIS-ID: 24223 Objekt-ID: 20600                                                    | Herrengasse 15 Standort KG: Innere Stadt                                      | Die ehemalige Steiermärkische-Escompte-Bank wurde in den Jahren 1909/10 von Josef Hötzl erbaut. Sie weist eine späthistoristische Fassade mit einer Kolonnadenfront auf. | BDA-Hist.: Q37883053 Status: Bescheid Stand der BDA-Liste: 2025-06-30 Name: Ehem. Steiermärkische-Escompte-Bank GstNr.: 323 |
| ja    | Datei hochladen | Landeszeughaus HERIS-ID: 60212 Objekt-ID: 72339                                                                         | Herrengasse 16 Standort KG: Innere Stadt                                      | Das Zeughaus wurde 1642–1647 als zentrales Waffendepot der Steiermark errichtet. Ein bemerkenswertes Element ist das Rustikaportal mit durchbrochenem Giebel in dem sich in einer rechteckigen Kartusche eine Darstellung des sterischen Panthers befindet, der entgegen heutigen Konventionen nach links ausgerichtet ist. Dieses Portal wird von allegorischen Nischenfiguren von Mars und Bellona flankiert. Die darin befindliche Sammlung alter Waffen wird nunmehr vom Universalmuseum Joanneum betreut. | BDA-Hist.: Q484911 Status: § 2a Stand der BDA-Liste: 2025-06-30 Name: Landeszeughaus GstNr.: 275 Zeughaus (Graz) |
| ja    | Datei hochladen | Landhaus HERIS-ID: 51098 Objekt-ID: 56671                                                                               | Herrengasse 16 Standort KG: Innere Stadt                                      | Das Landhaus wurde 1527–1531 errichtet und 1557 von Domenico dell’Allio erweitert, wodurch der heutige Haupttrakt entstand. Es gilt als bedeutendster Frührenaissancebau der Steiermark und als erster Renaissancebau in Graz. Der Haupttrakt mit seinen zwei Portalen hat zur Herrengasse hin Fenstergruppen, die von eingeschnürten Balustersäulen gebildet werden und einen Balkon im zweiten Obergeschoß oberhalb des mittleren Portals. Der Große Innenhof weist Arkadengänge über drei Geschoße auf. Ebenfalls im großen Hof ist die Landhauskapelle von Bartolomeo di Bosio 1630 an das Gebäude angebaut. Der Hof ist durch eine zweigeschoßige Galerie abgeschlossen, die allerdings (dem Stil der Renaissance angeglichen) erst 1890 hinzugefügt wurde. Es existieren noch zwei kleinere Höfe. An der Ecke Landhausgasse/Schmiedgasse liegt der L-förmige Rittersaaltrakt, der dem ältesten Teil entspricht. Die Fassade wurde 1889 an die der übrigen Trakte angeglichen. Im Inneren gibt es einige Repräsentationsräume, deren Ausstattung meist aus der Zeit um 1740 stammt, nur der Steinerne Saal hat sein ursprüngliches Aussehen bewahrt. | BDA-Hist.: Q485783 Status: § 2a Stand der BDA-Liste: 2025-06-30 Name: Landhaus GstNr.: 271, 275 Landhaus, Graz |
| ja    | Datei hochladen | Ehem. k.k. Privilegierte Wechselseitige Brandschaden-Versicherungsanstalt HERIS-ID: 51099 Objekt-ID: 56672seit 2015     | Herrengasse 18–20 Standort KG: Innere Stadt                                   | Das stattliche ehemalige Versicherungsgebäude wurde in den Jahren 1893 bis 1895 von Leopold Theyer und Friedrich Sigmundt errichtet. Seine späthistoristische Neorenaissance-Fassade ist stilistisch dem Landhaus angeglichen. | BDA-Hist.: Q38043727 Status: Bescheid Stand der BDA-Liste: 2025-06-30 Name: Ehem. k.k. Privilegierte Wechselseitige Brandschaden-Versicherungsanstalt GstNr.: 273, 274 Herrengasse 18-20, Graz                                                                              |
| ja    | Datei hochladen | Alter Thonethof HERIS-ID: 44868 Objekt-ID: 45751                                                                        | Herrengasse 22, 24, 26 / Fischer-von-Erlach-Gasse 2 Standort KG: Innere Stadt | Der stattliche U-förmige Generalihof wurde im Jahr 1884 nach Plänen von Ferdinand Fellner und Hermann Helmer erbaut. Er weist späthistoristisch-altdeutsche Fassaden sowie türmchenartige Runderker auf. | BDA-Hist.: Q38011472 Status: Bescheid Stand der BDA-Liste: 2025-06-30 Name: Alter Thonethof GstNr.: 250 Alter Thonethof, Graz |
| ja    | Datei hochladen | Stadtpfarrhof Hl. Blut mit Sandsteinfigur Maria und zwei Steinskulpturen HERIS-ID: 51161 Objekt-ID: 56746               | Herrengasse 23 Standort KG: Innere Stadt                                      | Der zwei- bis dreigeschoßige, U-förmige Gebäudekomplex schließt südlich an die Stadtpfarrkirche an. Im Baukern geht er bis in die 2. Hälfte des 15. Jahrhunderts zurück. Die Fassaden des West- und Südtrakts im strenghistoristischen Neorenaissance-Stil stammen vom letzten Umbau in den Jahren 1856 bis 1870. Auch die Sandstein-Nischenfigur der Maria an der Südwestecke entstand in der 2. Hälfte des 19. Jahrhunderts. | BDA-Hist.: Q38044044 Status: Bescheid Stand der BDA-Liste: 2025-06-30 Name: Stadtpfarrhof Hl. Blut mit Sandsteinfigur Maria und zwei Steinskulpturen GstNr.: 332 Stadtpfarrhof Graz                                                                                         |
| ja    | Datei hochladen | Stadtpfarrkirche Zum Hl. Blut HERIS-ID: 51149 Objekt-ID: 56732                                                          | bei Herrengasse 23 Standort KG: Innere Stadt                                  | Die Kirche geht auf einen Bau um die Zeit um 1440 zurück, der 1484–1520 von den Dominikanern zu einer spätgotischen Hallenkirche umgebaut wurde. 1585 wurden die Dominikaner abgesiedelt und die Kirche zur Stadtpfarrkirche erhoben. Im 18. Jahrhundert erfolgte eine Barockisierung, auf die die heutige Außenerscheinung zurückgeht, insbesondere der turmartig ausgebaute Dachreiter mit Kupferhelm, der aus der Zeit um 1780 von Josef Stengg stammt. Das Innere mit seinem Netzrippengewölbe ist gotisch geprägt, während die neugotische Ausstattung aus dem 19. Jahrhundert stammt. Die heutigen Glasfenster stammen aus der Zeit um 1950 von Albert Birkle und haben die damals teilweise umstrittene Besonderheit, dass Hitler und Mussolini als Schergen bei der Verspottung Christi dargestellt werden. | BDA-Hist.: Q618930 Status: § 2a Stand der BDA-Liste: 2025-06-30 Name: Stadtpfarrkirche Zum Hl. Blut GstNr.: 331 Stadtpfarrkirche, Graz |
| ja    | Datei hochladen | Neuer Thonethof HERIS-ID: 92653 Objekt-ID: 107597seit 2014                                                              | Herrengasse 28 Standort KG: Innere Stadt                                      | Der monumentale Neue Thonethof mit späthistoristischen Neobarock-Fassaden und Eckrondellen wurde im Jahr 1890 nach Plänen von Ferdinand Fellner und Hermann Helmer errichtet. | BDA-Hist.: Q37760421 Status: Bescheid Stand der BDA-Liste: 2025-06-30 Name: Neuer Thonethof GstNr.: 249 Neuer Thonethof, Graz |
| ja    | Datei hochladen | Ehem. Landesfürstliches und Kaiserliches Münzhaus HERIS-ID: 5275 Objekt-ID: 1137                                        | Hofgasse 3 Standort KG: Innere Stadt                                          | Ds ursprünglich aus dem 16. Jahrhundert stammende Ehemalige Landesfürstliche und Kaiserliche Münzhaus wurde zweimal umgebaut und erhielt dabei eine Josephinisch-klassizistische Fassade. Anmerkung: Identadresse Sporgasse 30 | BDA-Hist.: Q37770596 Status: Bescheid Stand der BDA-Liste: 2025-06-30 Name: Ehem. Landesfürstliches und Kaiserliches Münzhaus GstNr.: 471/1 Ehem. Landesfürstliches und Kaiserliches Münzhaus                                                                               |
| ja    | Datei hochladen | Ehem. Hofbäckerei HERIS-ID: 36990 Objekt-ID: 36059                                                                      | Hofgasse 6 Standort KG: Innere Stadt                                          | Das Holzportal des Geschäfts wurde 1896 vom Tischler Anton Irschik hergestellt. | BDA-Hist.: Q1622974 Status: Bescheid Stand der BDA-Liste: 2025-06-30 Name: Ehem. Hofbäckerei GstNr.: 454/1 Hofbäckerei Edegger-Tax |
| ja    | Datei hochladen | Ehem. Palais Lamberg HERIS-ID: 36991 Objekt-ID: 36060                                                                   | Hofgasse 8 Standort KG: Innere Stadt                                          | Das ehemalige Palais Lamberg wurde bereits 1440 urkundlich genannt. Nach mehreren Umbauten seit dem 16. Jahrhundert weist es nun eine Rokoko-Fassade aus den Jahren 1751 bis 1755 sowie ein Korbbogen-Steinportal aus der gleichen Zeit auf. | BDA-Hist.: Q37973269 Status: Bescheid Stand der BDA-Liste: 2025-06-30 Name: Ehem. Palais Lamberg GstNr.: 448/1 |
| ja    | Datei hochladen | Ehem. Jesuitengymnasium/sog. Taubenkobel HERIS-ID: 51168 Objekt-ID: 56756                                               | Hofgasse 10 Standort KG: Innere Stadt                                         | Erbaut von Jesuiten zwischen 1618 und 1619 mit finanzieller Unterstützung der Bischöfe von Seckau und Lavant, der Äbte von Admont und Sankt Lambrecht sowie der Pröpste von Stainz und Vorau. Zweiteilige Renaissancefenster mit kleinen Säulen. Bemerkenswerter Treppenturm im Innenhof. | BDA-Hist.: Q38044112 Status: Bescheid Stand der BDA-Liste: 2025-06-30 Name: Ehem. Jesuitengymnasium/sog. Taubenkobel GstNr.: 445, 440/2 Jesuitengymnasium - Taubenkobel, Graz                                                                                               |
| ja    | Datei hochladen | Schauspielhaus HERIS-ID: 59798 Objekt-ID: 71385                                                                         | Hofgasse 11 Standort KG: Innere Stadt                                         | Das heutige Gebäude des Schauspielhauses wurde 1824/25 von Peter von Nobile erbaut, nachdem das Vorgängergebäude abgebrannt war. Im Zuge des Baus wurde auch benachbarte Gebäude abgerissen und Gärten einbezogen, sodass gleichzeitig der heutige Freiheitsplatz entstand. Anmerkung: Identadresse Freiheitsplatz 6 | BDA-Hist.: Q2232129 Status: § 2a Stand der BDA-Liste: 2025-06-30 Name: Schauspielhaus GstNr.: 489/1 Schauspielhaus Graz |
| ja    | Datei hochladen | Ehem. Landesfürstliches Zeughaus HERIS-ID: 51169 Objekt-ID: 56758                                                       | Hofgasse 12 Standort KG: Innere Stadt                                         | Das ehemalige landesfürstliche Zeughaus wurde in den Jahren 1777 bis 1780 mit einer josephinisch-klassizistischen Fassade neu errichtet. | BDA-Hist.: Q38044123 Status: § 2a Stand der BDA-Liste: 2025-06-30 Name: Ehem. Landesfürstliches Zeughaus GstNr.: 447 |
| ja    | Datei hochladen | Burg, Sitz der Steirischen LR, Burgtor, Ausfallstor, Stadtm. und Graben, Bastion HERIS-ID: 66637 Objekt-ID: 79543       | Hofgasse 13 Standort KG: Innere Stadt                                         | Die Grazer Burg geht auf einen 1349 erstmals genannten Meierhof zurück. Unter Friedrich III. als Herzog der Steiermark wurde er zur Burg ausgebaut und war 1453 vollendet. Dieser Bau bestand aus zwei Flügeln, von denen allerdings einer im 19. Jahrhundert wegen Baufälligkeit abgerissen wurde. Im 16. Jahrhundert erfolgten mehrere Anbauten (so auch der Trakt mit der Doppelwendeltreppe), insbesondere als 1564–1619 Graz erneut Sitz einer habsburgischen Nebenlinie war. Ein 1570/71 nach Plänen von Pietro Ferrabosco und dem Baumeister Marco Dionisio Taddei entstandener Trakt ist (nach Karl II.) als Karlsbau bekannt. 1581–1585 entstand der Registraturbau mit Renaissance-Arkadengängen und Sgraffitidekorationen. Nach dieser Zeit war die Burg wenig beachtet und wurde erst 1783, als sie zum Sitz der Gubernialverwaltung bestimmt wurde, wieder regulär genutzt. Seither dient sie als Regierungs- und Behördensitz, seit 1922 als Sitz der Landesregierung. Weitere Anbauten erfolgten im 20. Jahrhundert. | BDA-Hist.: Q874547 Status: § 2a Stand der BDA-Liste: 2025-06-30 Name: Burg, Sitz der Steirischen LR, Burgtor, Ausfallstor, Stadtm. und Graben, Bastion GstNr.: 489/3, 490/1, 488/2, 491/2, 492/1, 493, 495, 496, 497, 498, 499, 489/2, 490/2, 491/4, 492/2, 487 Grazer Burg |
| ja    | Datei hochladen | Alte Universität/Landesarchiv HERIS-ID: 51170 Objekt-ID: 56759                                                          | Hofgasse 14, 16 / Bürgergasse 2a Standort KG: Innere Stadt                    | Die Alte Universität wurde von 1607 bis 1609 erbaut und in den Jahren 1776 bis 1778 nach Plänen von Josef Hueber mit einer josephinisch-klassizistischen Fassade neu gestaltet. In der gleichen Zeit wurde die ehemalige Aula zur heute noch bestehenden Bibliothek umgebaut. Die Ecke der Fassade ist mit zwei farbigen Marmorwappen aus der Bauzeit gestaltet. | BDA-Hist.: Q38044134 Status: § 2a Stand der BDA-Liste: 2025-06-30 Name: Alte Universität/Landesarchiv GstNr.: 440/2 Alte Universität, Graz |
| ja    | Datei hochladen | Wohn- und Geschäftshaus HERIS-ID: 58517 Objekt-ID: 69227                                                                | Jahngasse 9 Standort KG: Innere Stadt                                         | Das alte Gebäude an der Ecke Jahngasse zur Wickenburggasse steht an der nordöstlichen Seite des Schloßberges auf einem Areal, wo Friedrich III. im Jahre 1450 den oberen landesfürstlichen Tiergarten für die Jagd von Damwild anlegen ließ. Das nach 1635 als ständisches Heu- und Holzmagazin genutzte Gelände am Schloßbergabhang wurde 1819 parzelliert und es entstand bereits bald darauf der gewaltige, zweigeschoßige Eckbau, wie ihn der österreichische Landschafts- und Vedutenmaler Conrad Kreu(t)zer 1841 auf seinem Gemälde Der Graben darstellte. Um 1854 war darin der bekannte Schriftsteller Leopold Ritter von Sacher-Masoch wohnhaft, dessen verziertes Monogramm „SM“ an der Außenfassade in einer Wandkartusche zu finden ist. Auch der schweizerisch-österreichische Historiker Friedrich von Hurter nahm mit seiner Frau 1865 in diesem Haus während eines Sommeraufenthaltes Quartier. In unmittelbar südlicher Nachbarschaft wurde 1863 die landschaftliche Turnhalle (Landesturnhalle) in der Jahngasse errichtet, deren Namengebung mit dem 1902 errichteten Jahn-Denkmal, einem steinernen Obelisk, an den legendären Turnvater Friedrich Ludwig Jahn erinnert. Auch der Heimatdichter Peter Rosegger war während seiner Graz-Zeit kurz Bewohner des Hauses. Am 3. April 1938 kam das Gebäude in Sicht der Presse, als im Zuge der propagandistischen „Ostmarkfahrt“ die vom Bahnhof kommende Wagenkolonne mit Adolf Hitler um die Ecke Wickenburggasse/Jahngasse bog. Mit unmittelbarem Ende des 2. Weltkrieges wurde der geschichtsträchtige Bau von 1945 bis 1970 zur Heimstätte für den Bildungswissenschaftler und Kunsthistoriker Karlpeter Elis. In der Folge wurde die gesamte erste Etage von der „Domenig & Wallner ZT GmbH“ des Architektens Günther Domenig adaptiert. | BDA-Hist.: Q38083795 Status: Bescheid Stand der BDA-Liste: 2025-06-30 Name: Wohn- und Geschäftshaus GstNr.: 766 Jahngasse 9, Graz |
| ja    | Datei hochladen | Miethaus HERIS-ID: 106129 Objekt-ID: 123235                                                                             | Joanneumring 3 Standort KG: Innere Stadt                                      | Das Miethaus im späthistoristischen Neorenaissance-Stil wurde 1898 erbaut. | BDA-Hist.: Q37806989 Status: § 2a Stand der BDA-Liste: 2025-06-30 Name: Miethaus GstNr.: 230 |
| ja    | Datei hochladen | Tabakkiosk HERIS-ID: 106169 Objekt-ID: 123280                                                                           | bei Joanneumring 4 Standort KG: Innere Stadt                                  | | BDA-Hist.: Q37807106 Status: § 2a Stand der BDA-Liste: 2025-06-30 Name: Tabakkiosk GstNr.: 839/2 Tabakkiosk, Joanneumring |
| ja    | Datei hochladen | Ehem. Nationalbank, Straßenfassade, Dachfläche und Stiegenhaus HERIS-ID: 51127 Objekt-ID: 56707                         | Joanneumring 7 Standort KG: Innere Stadt                                      | Das ehemalige Nationalbankgebäude wurde in den Jahren 1905/06 mit einer Fassade im sezessionistischen Stil errichtet. | BDA-Hist.: Q38043914 Status: Bescheid Stand der BDA-Liste: 2025-06-30 Name: Ehem. Nationalbank, Straßenfassade, Dachfläche und Stiegenhaus GstNr.: 233 |
| ja    | Datei hochladen | Amtsgebäude HERIS-ID: 51108 Objekt-ID: 56685                                                                            | Kaiserfeldgasse 25 Standort KG: Innere Stadt                                  | Das Amtsgebäude mit einer bemerkenswerten Spätbiedermeier-Fassade wurde nach 1847 errichtet. | BDA-Hist.: Q38043764 Status: § 2a Stand der BDA-Liste: 2025-06-30 Name: Amtsgebäude GstNr.: 196 Amtsgebäude Kaiserfeldgasse 25, Graz |
| ja    | Datei hochladen | Wohnhaus HERIS-ID: 51116 Objekt-ID: 56696                                                                               | Kaiserfeldgasse 29 Standort KG: Innere Stadt                                  | Das Wohnhaus mit einer Spätbiedermeier-Fassade entstand um 1852. | BDA-Hist.: Q38043824 Status: § 2a Stand der BDA-Liste: 2025-06-30 Name: Wohnhaus GstNr.: 189, 190, 191 |
| ja    | Datei hochladen | Admonterhof HERIS-ID: 36992 Objekt-ID: 36062                                                                            | Kaiser-Franz-Josef-Kai 10 Standort KG: Innere Stadt                           | Der Hof ist seit 1317 urkundlich erwähnt, eine Repräsentanz des Stiftes Admont muss es aber schon im 13. Jahrhundert gegeben haben. Die heutige Form stammt aus mehreren Ausbauten in der zweiten Hälfte des 16. Jahrhunderts. Mitte des 18. Jahrhunderts entstanden die Rokoko-Prunkräume, von denen noch einige Stuckdecken und Zimmertüren vorhanden sind. Es ist ein drei- bis viergeschoßiger Vierflügelbau um einen Innenhof. | BDA-Hist.: Q2634536 Status: Bescheid Stand der BDA-Liste: 2025-06-30 Name: Admonterhof GstNr.: 30/2, 30/3 Admonterhof, Graz |
| ja    | Datei hochladen | Kloster und Schule der Schulschwestern HERIS-ID: 51085 Objekt-ID: 56654                                                 | Kaiser-Franz-Josef-Kai 14, 16 Standort KG: Innere Stadt                       | Auf dem Gelände des Ehemaligen Ursulinenklosters wurde nach dessen Übergabe an die Schulschwestern 1900 ein neuer Schulkomplex erbaut. | BDA-Hist.: Q125537056 Status: § 2a Stand der BDA-Liste: 2025-06-30 Name: Kloster und Schule der Schulschwestern GstNr.: 18/1, 19/2 |
| ja    | Datei hochladen | Ehem. Ursulinenkirche Hl. Dreifaltigkeit HERIS-ID: 93032 Objekt-ID: 108022                                              | bei Kaiser-Franz-Josef-Kai 14 Standort KG: Innere Stadt                       | Die Dreifaltigkeitskirche fungierte als Kirche des ehemaligen Ursulinenklosters und wurde 1694–1704 errichtet. Es handelt sich um eine Barockkirche, die Front weist Monumentalsäulen, ein Kranzgesims und einen Halbkreisgiebel mit seitlichen Voluten auf. Über und neben dem Portal befinden sich Nischenfiguren (Erzengel Michael, Maria und Josef). Der von Wandpfeilern gegliederte Innenraum weist zahlreiche Seitenkapellen auf, die Ausstattung ist einheitlich barock. | BDA-Hist.: Q1257674 Status: § 2a Stand der BDA-Liste: 2025-06-30 Name: Ehem. Ursulinenkirche Hl. Dreifaltigkeit GstNr.: 19/1 Dreifaltigkeitskirche, Graz |
| ja    | Datei hochladen | Bürgerhaus HERIS-ID: 57501 Objekt-ID: 67618                                                                             | Kaiser-Franz-Josef-Kai 34 Standort KG: Innere Stadt                           | Das Bürgerhaus mit Fußwalmdach wurde im 17. Jahrhundert erbaut. | BDA-Hist.: Q38076880 Status: Bescheid Stand der BDA-Liste: 2025-06-30 Name: Bürgerhaus GstNr.: 628 |
| ja    | Datei hochladen | Wohn- und Geschäftshaus HERIS-ID: 57462 Objekt-ID: 67546                                                                | Kaiser-Franz-Josef-Kai 36 Standort KG: Innere Stadt                           | Das Haus mit Schopfwalmgiebel und Schleppdach entstand im 17. Jahrhundert. | BDA-Hist.: Q38076648 Status: Bescheid Stand der BDA-Liste: 2025-06-30 Name: Wohn- und Geschäftshaus GstNr.: 633 Kaiser-Josef-Kai 36, Graz |
| ja    | Datei hochladen | Wohn- und Geschäftshaus der Schlossbergbahn HERIS-ID: 36993 Objekt-ID: 36063                                            | Kaiser-Franz-Josef-Kai 38 Standort KG: Innere Stadt                           | Das Haus mit nobler späthistoristischer Neorenaissance-Fassade wurde 1894 erbaut. | BDA-Hist.: Q37973286 Status: Bescheid Stand der BDA-Liste: 2025-06-30 Name: Wohn- und Geschäftshaus der Schlossbergbahn GstNr.: 634 Schloßbergbahn, Graz |
| ja    | Datei hochladen | Wohn- und Geschäftshaus, Theater HERIS-ID: 92418 Objekt-ID: 107354seit 2020                                             | Kaiser-Franz-Josef-Kai 50 Standort KG: Innere Stadt                           | Die Pläne des im Biedermeierstil errichteten Theaters stammen vom Architekten Carl Aichinger. Der Raum hat korinthische Holzsäulen und eine Empore. Von 1859 an wurde der nach dem Schauspielhaus zweitälteste Grazer Theatersaal bis zum Ersten Weltkrieg vom Grazer Gesellenverein bespielt. Die Spielstätte wurde später in eine Tanzschule mit diversen Betreibern umgewandelt. Zwischenzeitlich wurde das Theater wieder für Aufführungen genutzt. Der bekannte Schauspieler Alexander Girardi (1850–1918) debütierte einst im Grazer Biedermeiertheater. Eine Renovierung und Weiternutzung als Theaterspielstätte ist geplant (Stand: 2022). | BDA-Hist.: Q54806837 Status: Bescheid Stand der BDA-Liste: 2025-06-30 Name: Wohn- und Geschäftshaus, Theater GstNr.: 647 Biedermeiertheater Graz |
| ja    | Datei hochladen | Bürgerhaus HERIS-ID: 92634 Objekt-ID: 107577                                                                            | Kaiser-Franz-Josef-Kai 52 Standort KG: Innere Stadt                           | Das Bürgerhaus geht im Kern auf das 16. Jahrhundert zurück, wurde aber später umgestaltet. Das Rundbogen-Steinportal stammt aus der 2. Hälfte des 17. Jahrhunderts, die spätbarocke Fassade mit Putzschnitt aus der 2. Hälfte des 18. Jahrhunderts. | BDA-Hist.: Q37760385 Status: Bescheid Stand der BDA-Liste: 2025-06-30 Name: Bürgerhaus GstNr.: 651, 652 Bürgerhaus Kaiser Franz Josef Kai 52 |
| ja    | Datei hochladen | Wohnhaus und Kindergarten HERIS-ID: 51086 Objekt-ID: 56655                                                              | Kaiser-Franz-Josef-Kai 60 Standort KG: Innere Stadt                           | Das Haus mit Schopfwalmgiebel wurde im 17. Jahrhundert errichtet. | BDA-Hist.: Q38043680 Status: Bescheid Stand der BDA-Liste: 2025-06-30 Name: Wohnhaus und Kindergarten GstNr.: 660 |
| ja    | Datei hochladen | Reste der Bastei beim Dritten Sacktor HERIS-ID: 109821 Objekt-ID: 127458                                                | Kaiser-Franz-Josef-Kai 66 Standort KG: Innere Stadt                           | Das um 1625 bei einer Erweiterung der Stadtmauer errichtete Dritte Sacktor wurde 1850 abgetragen. Auf einem Mauerrest ist eine fragmentarische Inschrift FERDINANDVS ROM. IMP. erhalten. | BDA-Hist.: Q37815574 Status: § 2a Stand der BDA-Liste: 2025-06-30 Name: Reste der Bastei beim Dritten Sacktor GstNr.: 661, 882/1 |
| ja    | Datei hochladen | Glockengießerhäuser HERIS-ID: 39714 Objekt-ID: 39494                                                                    | Kaiser-Franz-Josef-Kai 70 Standort KG: Innere Stadt                           | Die ehemalige Gießhütte wurde ursprünglich 1530 errichtet und im Jahr 1828 umgebaut. Auch das rechteckige Steintor mit den schmiedeeisernen Gitterflügeln stammt aus der Zeit des Umbaus. Anmerkung: Ehemals Wickenburggasse 17 | BDA-Hist.: Q37990782 Status: Bescheid Stand der BDA-Liste: 2025-06-30 Name: Glockengießerhäuser GstNr.: 665 |
| ja    | Datei hochladen | Gehsteig-Geländer HERIS-ID: 110355 Objekt-ID: 128051                                                                    | Kaiser-Franz-Josef-Kai Standort KG: Innere Stadt                              | | BDA-Hist.: Q37818343 Status: § 2a Stand der BDA-Liste: 2025-06-30 Name: Gehsteig-Geländer GstNr.: 882/1 |
| ja    | Datei hochladen | Murgeländer HERIS-ID: 110356 Objekt-ID: 128052                                                                          | Kaiser-Franz-Josef-Kai Standort KG: Innere Stadt                              | | BDA-Hist.: Q37818361 Status: § 2a Stand der BDA-Liste: 2025-06-30 Name: Murgeländer GstNr.: 883/2, 882/2, 885/2 |
| ja    | Datei hochladen | Persönlichkeitsdenkmal Richard Wagner beim Opernhaus HERIS-ID: 110360 Objekt-ID: 128056                                 | Kaiser-Josef-Platz 10 Standort KG: Innere Stadt                               | Der Bronzekopf Richard Wagners vor dem Opernhaus wurde 1963 von Wolfgang Skala geschaffen. | BDA-Hist.: Q37818414 Status: § 2a Stand der BDA-Liste: 2025-06-30 Name: Persönlichkeitsdenkmal Richard Wagner beim Opernhaus GstNr.: 805/2 Richard-Wagner-Büste (Graz) |
| ja    | Datei hochladen | Persönlichkeitsdenkmal Ludwig van Beethoven beim Opernhaus HERIS-ID: 110361 Objekt-ID: 128058                           | Kaiser-Josef-Platz 10 Standort KG: Innere Stadt                               | Der Bronzekopf Ludwig van Beethovens vor dem Opernhaus wurde 1969 von Alfred Pirker geschaffen. | BDA-Hist.: Q37818430 Status: § 2a Stand der BDA-Liste: 2025-06-30 Name: Persönlichkeitsdenkmal Ludwig van Beethoven beim Opernhaus GstNr.: 805/2 Ludwig van Beethoven Büste, Oper Graz                                                                                      |
| ja    | Datei hochladen | Persönlichkeitsdenkmal Dr. Eduard Speck in der Dr.-Muck-Anlage beim Opernhaus HERIS-ID: 110362 Objekt-ID: 128059        | Kaiser-Josef-Platz 10, bei Standort KG: Innere Stadt                          | Die Bronzebüste Eduard Specks auf einem Marmorsockel wurde im Jahr 1974 von Erwin Huber geschaffen. | BDA-Hist.: Q37818442 Status: § 2a Stand der BDA-Liste: 2025-06-30 Name: Persönlichkeitsdenkmal Dr. Eduard Speck in der Dr.-Muck-Anlage beim Opernhaus GstNr.: 805/2 Eduard Speck Büste, Oper Graz                                                                           |
| ja    | Datei hochladen | Opernhaus HERIS-ID: 37008 Objekt-ID: 36079                                                                              | Kaiser-Josef-Platz 10 Standort KG: Innere Stadt                               | Das Grazer Opernhaus wurde 1899 von Fellner und Helmer erbaut und ist das zweitgrößte Opernhaus Österreichs. Der freistehende längliche Baukörper im Stil des Neobarock ist reich gegliedert, die Dachlandschaft ist an die verschiedenen Funktionen der Trakte angepasst: oberhalb der repräsentativen Eingangshalle befindet sich ein Kuppeldach, das Zuschauerhaus ist haubenförmig überdacht und geht in den mansardbedachten Bühnenhausturm über. Auch in der Innenausstattung dominieren neobarocke Formen. | BDA-Hist.: Q618239 Status: § 2a Stand der BDA-Liste: 2025-06-30 Name: Opernhaus GstNr.: 805/2, 806/2 Opernhaus Graz |
| ja    | Datei hochladen | Landesbibliothek HERIS-ID: 51109 Objekt-ID: 56686                                                                       | Kalchberggasse 2 Standort KG: Innere Stadt                                    | Das Gebäude der Steiermärkischen Landesbibliothek wurde 1890 bis 1894 nach Plänen von August Gunolt errichtet. | BDA-Hist.: Q38043773 Status: § 2a Stand der BDA-Liste: 2025-06-30 Name: Landesbibliothek GstNr.: 148 |
| ja    | Datei hochladen | Miethaus HERIS-ID: 46376 Objekt-ID: 48275                                                                               | Kapaunplatz 2 Standort KG: Innere Stadt                                       | Das Haus stammt ursprünglich aus dem 16. Jahrhundert und wurde zwischen 1730 und 1735 umgebaut. Der schmale Mittelrisalit weist bemerkenswerte Stuckverzierungen auf; in der Baldachinnische steht eine Figur der Maria mit dem Kind aus der Zeit des Umbaus. Das spätbarocke Steinportal wurde erst im Jahr 1961 hierher versetzt. | BDA-Hist.: Q38020958 Status: Bescheid Stand der BDA-Liste: 2025-06-30 Name: Miethaus GstNr.: 47 Kapaunplatz 2, Graz |
| ja    | Datei hochladen | Ehem. Nuntiatur HERIS-ID: 51177 Objekt-ID: 56771                                                                        | Karmeliterplatz 1 Standort KG: Innere Stadt                                   | Die ehemalige Päpstliche Nuntiatur wurde 1606 errichtet und bereits in den Jahren 1614/15 umgebaut. Der Rechteck-Eckerker des dreigeschoßigen Gebäudes ruht auf Säulen und Kragsteinen. | BDA-Hist.: Q38044177 Status: § 2a Stand der BDA-Liste: 2025-06-30 Name: Ehem. Nuntiatur GstNr.: 509 |
| ja    | Datei hochladen | Ehem. Karmeliterkloster HERIS-ID: 36994 Objekt-ID: 36064                                                                | Karmeliterplatz 3 Standort KG: Innere Stadt                                   | Seit dem Jahr 2000 sind alle Bestände des Landesarchives zentral im ehemaligen Karmeliterkloster untergebracht. In eigenen Werkstätten werden die Archivalien konserviert und restauriert. | BDA-Hist.: Q2339154 Status: Bescheid Stand der BDA-Liste: 2025-06-30 Name: Ehem. KarmeliterInnenkloster GstNr.: 504/1, 504/2, 502 Steiermärkisches Landesarchiv, Graz |
| ja    | Datei hochladen | Rest der mittelalterlichen Stadtmauer und der landesfürstlichen Burg HERIS-ID: 60110 Objekt-ID: 71996                   | Karmeliterplatz 4d Standort KG: Innere Stadt                                  | Die mittelalterliche Stadtmauer stammt aus dem 13. Jahrhundert, urkundlich wurde sie 1265 erwähnt. Im 16. Jahrhundert wurde sie dann durch eine damals moderne Festungsanlage ersetzt. Hier befinden sich auch Reste der spätmittelalterlichen Burg, von der Teile im 19. Jahrhundert wegen Baufälligkeit abgerissen wurden. | BDA-Hist.: Q38090203 Status: Bescheid Stand der BDA-Liste: 2025-06-30 Name: Rest der mittelalterlichen Stadtmauer und der landesfürstlichen Burg GstNr.: 502, 503 |
| ja    | Datei hochladen | Ehem. Palais Galler HERIS-ID: 36995 Objekt-ID: 36065                                                                    | Karmeliterplatz 5 Standort KG: Innere Stadt                                   | Das barocke Palais entstand in den 1680er-Jahren anstelle mehrere Bürgerhäuser und freiem Baugrund, der durch die Verlegung der Stadtmauern entstand. Größere Umbauten mit einer Aufstockung erfolgte 1834. Das Palais ist ein von breiten Seitenrisaliten eingefasster Baublock, wobei der östliche erst aus der Zeit um 1834 stammt. Durch das unebene Gelände weist das Gebäude auf der Rückseite vier, auf der Vorderseite zwei Geschoße auf. Die Fassade ist durch geometrische Putzfeldern dekoriert, die Beletagefenster sind mit Segment- und Dreiecksgiebeln bekrönt. Dem steingerahmten Portal ist eine klassizistische Altane vorgebaut. Im Inneren verfügt das Palais über Arkaden zwischen den vorspringenden Seitenflügel, die im Erdgeschoß jedoch vermauert sind. | BDA-Hist.: Q1432996 Status: Bescheid Stand der BDA-Liste: 2025-06-30 Name: Ehem. Palais Galler GstNr.: 482 Palais Galler (Karmeliterplatz), Graz |
| ja    | Datei hochladen | Miethaus HERIS-ID: 36996 Objekt-ID: 36066                                                                               | Karmeliterplatz 8 Standort KG: Innere Stadt                                   | Das dreigeschoßige Miethaus mit Schopfwalmgiebel wurde im 17. Jahrhundert errichtet und etwa von 1780 bis 1785 umgebaut. Das rustizierte Rundbogen-Steinportal stammt aus dem 17. Jahrhundert, die Fassade mit Putzzier hingegen aus der Zeit des Umbaus. | BDA-Hist.: Q37973310 Status: Bescheid Stand der BDA-Liste: 2025-06-30 Name: Miethaus GstNr.: 480 |
| ja    | Datei hochladen | Dreifaltigkeitssäule HERIS-ID: 103914 Objekt-ID: 120479                                                                 | Karmeliterplatz Standort KG: Innere Stadt                                     | Die Dreifaltigkeitssäule wurde 1680 gestiftet und von 1684 bis 1688 errichtet, jedoch erst im Jahr 1876 auf dem Karmeliterplatz aufgestellt. 1937 wurde sie abgetragen, 1966 dann restauriert und erneut aufgestellt. Die bekrönende Bronzegruppe der Heiligen Dreifaltigkeit ruht auf einer weinlaubumwundenen Spiralsäule. | BDA-Hist.: Q37798561 Status: § 2a Stand der BDA-Liste: 2025-06-30 Name: Dreifaltigkeitssäule GstNr.: 934/1 Dreifaltigkeitssäule (Graz) |
| ja    | Datei hochladen | Grazer Kongresszentrum HERIS-ID: 44901 Objekt-ID: 45796                                                                 | Landhausgasse 10 Standort KG: Innere Stadt                                    | Der monumentale Baublock mit späthistoristischen Neorenaissance-Fassaden wurde 1882 bis 1885 errichtet und von 1905 bis 1908 von Leopold Theyer im Südwestteil erweitert und einheitlich fassadiert. Der zentrale Teil des Komplexes, der Stephaniesaal aus der zweiten Ausbauphase weist reiche Stuckzier auf. | BDA-Hist.: Q38011805 Status: Bescheid Stand der BDA-Liste: 2025-06-30 Name: Grazer Kongresszentrum GstNr.: 118, 151 |
| ja    | Datei hochladen | Landesgericht, ehem. Civil-Justizpalast HERIS-ID: 51112 Objekt-ID: 56692                                                | Marburger Kai 49 Standort KG: Innere Stadt                                    | Das monumentale Gebäude des ehemaligen Civil-Justizpalastes wurde von 1889 bis 1893 mit späthistoristisch altdeutscher Fassade errichtet. Nach Beschädigungen im Zweiten Weltkrieg erfolgte von 1946 bis 1949 der Wiederaufbau. | BDA-Hist.: Q23011414 Status: Bescheid Stand der BDA-Liste: 2025-06-30 Name: Landesgericht, ehem. Civil-Justizpalast GstNr.: 188 |
| ja    | Datei hochladen | Murzaun HERIS-ID: 110363 Objekt-ID: 128061                                                                              | Marburger Kai Standort KG: Innere Stadt                                       | | BDA-Hist.: Q37818460 Status: § 2a Stand der BDA-Liste: 2025-06-30 Name: Murzaun GstNr.: 864 Murzaun, Marburger Kai, Graz |
| ja    | Datei hochladen | Ehem. Palais Inzaghi, päpstliche Nuntiatur HERIS-ID: 34908 Objekt-ID: 33409                                             | Mehlplatz 1 Standort KG: Innere Stadt                                         | Das Gebäude entstand 1561, wurde aber im frühen 17. Jahrhundert umgebaut, 1680 aufgestockt und um 1730 unter der Leitung von Johann Georg Stengg barockisiert. Zur Prokopgasse hin befindet sich der älteste Teil. Es ist ein L-förmiges Gebäude mit Schauseite zum Mehlplatz, die reiche Stuckverzierung aufweist. Das Portal wird von vasentragenden Steinpfeilern flankiert, ein weiteres Portal in der Prokopgasse ist rundbogig mit Maskenrelief. | BDA-Hist.: Q2047023 Status: Bescheid Stand der BDA-Liste: 2025-06-30 Name: Ehem. Palais Inzaghi, päpstliche Nuntiatur GstNr.: 309/1 Palais Inzaghi (Mehlplatz), Graz |
| ja    | Datei hochladen | Ehem. Pöllauer Stiftshof HERIS-ID: 37003 Objekt-ID: 36074                                                               | Mehlplatz 2 Standort KG: Innere Stadt                                         | Der ehemalige Pöllauer Stiftshof wurde 1548 bis 1568 errichtet und ab dem 17. Jahrhundert dreimal umgebaut. Das Rundbogen-Steinportal stammt noch aus dem 16. Jahrhundert; die Fassade im Plattenstil entstand um 1785. | BDA-Hist.: Q37973339 Status: Bescheid Stand der BDA-Liste: 2025-06-30 Name: Ehem. Pöllauer Stiftshof GstNr.: 451/1 Pöllauer Stiftshof, Mehlplatz 2, Graz |
| ja    | Datei hochladen | Glockenspielkeller HERIS-ID: 37004 Objekt-ID: 36075                                                                     | Mehlplatz 3 Standort KG: Innere Stadt                                         | Das Gebäude mit einem Mansardendach mit Schopf wurde unter Einbeziehung eines noch älteren Baukerns ursprünglich im 16. Jahrhundert errichtet. Die östliche Fassadenfront entstand im späten 18. Jahrhundert. | BDA-Hist.: Q37973347 Status: Bescheid Stand der BDA-Liste: 2025-06-30 Name: Glockenspielkeller GstNr.: 311 |
| ja    | Datei hochladen | Bürgerhaus HERIS-ID: 37005 Objekt-ID: 36076                                                                             | Mehlplatz 4 Standort KG: Innere Stadt                                         | Das Bürgerhaus wurde unter Nützung eines älteren Baukerns ursprünglich um das Jahr 1708 errichtet. | BDA-Hist.: Q37973357 Status: Bescheid Stand der BDA-Liste: 2025-06-30 Name: Bürgerhaus GstNr.: 310 Bürgerhaus, Mehlplatz 4, Graz |
| ja    | Datei hochladen | Ehem. Kantorhaus HERIS-ID: 51150 Objekt-ID: 56734                                                                       | Mesnergasse 3 Standort KG: Innere Stadt                                       | Das ehemalige Mesnerhaus mit einem Mansardendach stammt aus dem 16. Jahrhundert. | BDA-Hist.: Q38043959 Status: § 2a Stand der BDA-Liste: 2025-06-30 Name: Ehem. Kantorhaus GstNr.: 326 |
| ja    | Datei hochladen | Ehem. Hofspital HERIS-ID: 51151 Objekt-ID: 56735                                                                        | Mesnergasse 4 Standort KG: Innere Stadt                                       | Das ehemalige Hofspital mit einem Schopfwalmgiebel wurde 1561 gestiftet und 1787 aufgehoben. In der 1. Hälfte des 19. Jahrhunderts erfolgte ein Umbau. | BDA-Hist.: Q38043966 Status: § 2a Stand der BDA-Liste: 2025-06-30 Name: Ehem. Hofspital GstNr.: 334 |
| ja    | Datei hochladen | Mesnerhaus HERIS-ID: 51152 Objekt-ID: 56736                                                                             | Mesnergasse 5 Standort KG: Innere Stadt                                       | Das ehemalige Mesnerhaus mit einem Mansardendach wurde im Jahr 1785 erbaut. | BDA-Hist.: Q38043976 Status: § 2a Stand der BDA-Liste: 2025-06-30 Name: Mesnerhaus GstNr.: 328 |
| ja    | Datei hochladen | Bürgerhaus HERIS-ID: 51153 Objekt-ID: 56737                                                                             | Mesnergasse 7 Standort KG: Innere Stadt                                       | Das Bürgerhaus mit Schopfwalmgiebel wurde im 16. Jahrhundert erbaut. | BDA-Hist.: Q38043986 Status: § 2a Stand der BDA-Liste: 2025-06-30 Name: Bürgerhaus GstNr.: 330 |
| ja    | Datei hochladen | Bürgerhaus, Innenhof mit angrenzendem Treppenhaus HERIS-ID: 59722 Objekt-ID: 71268                                      | Neue-Welt-Gasse 6 Standort KG: Innere Stadt                                   | Das Bürgerhaus wurde im 15. und 16. Jahrhundert erbaut. Nach Kriegsbeschädigungen wurde das Gebäude 1955/56 wiederhergestellt. | BDA-Hist.: Q38088452 Status: Bescheid Stand der BDA-Liste: 2025-06-30 Name: Bürgerhaus, Innenhof mit angrenzendem Treppenhaus GstNr.: 111 |
| ja    | Datei hochladen | Bürgerhaus HERIS-ID: 97391 Objekt-ID: 113194                                                                            | Neutorgasse 5 Standort KG: Innere Stadt                                       | Das Bürgerhaus mit einem Fußwalmdach wurde im frühen 17. Jahrhundert erbaut. | BDA-Hist.: Q37769844 Status: Bescheid Stand der BDA-Liste: 2025-06-30 Name: Bürgerhaus GstNr.: 91 |
| ja    | Datei hochladen | Wohn- und Geschäftshaus HERIS-ID: 57610 Objekt-ID: 67829                                                                | Neutorgasse 7 Standort KG: Innere Stadt                                       | Das Gebäude wurde im Jahr 1784 aus zwei Häusern zusammen gelegt; sein Baukern geht auf das frühe 17. Jahrhundert zurück. | BDA-Hist.: Q38077442 Status: Bescheid Stand der BDA-Liste: 2025-06-30 Name: Wohn- und Geschäftshaus GstNr.: 90 |
| ja    | Datei hochladen | Bürgerhaus HERIS-ID: 37006 Objekt-ID: 36077                                                                             | Neutorgasse 9 Standort KG: Innere Stadt                                       | Das Bürgerhaus mit Fußwalmdach stammt aus dem frühen 17. Jahrhundert. Seine Fassade aus dem 18. Jahrhundert wurde im Jahr 1959 verändert. | BDA-Hist.: Q37973363 Status: Bescheid Stand der BDA-Liste: 2025-06-30 Name: Bürgerhaus GstNr.: 89 |
| ja BW | Datei hochladen | Ehem. Wehrturm des Franziskanerklosters HERIS-ID: 37007 Objekt-ID: 36078                                                | Neutorgasse 21 Standort KG: Innere Stadt                                      | Westlich an das Franziskanerkloster schließt ein ehemaliger Wehrturm aus dem Mittelalter an. | BDA-Hist.: Q37973374 Status: Bescheid Stand der BDA-Liste: 2025-06-30 Name: Ehem. Wehrturm des Franziskanerklosters GstNr.: 82/2 |
| ja    | Datei hochladen | Bürgerhaus HERIS-ID: 51102 Objekt-ID: 56676                                                                             | Neutorgasse 24 Standort KG: Innere Stadt                                      | Das Bürgerhaus stammt ursprünglich aus dem frühen 17. Jahrhundert und erhielt um 1820 eine Biedermeier-Fassade. | BDA-Hist.: Q38043737 Status: § 2a Stand der BDA-Liste: 2025-06-30 Name: Bürgerhaus GstNr.: 71 |
| ja    | Datei hochladen | Wohn- und Geschäftshaus HERIS-ID: 58520 Objekt-ID: 69230                                                                | Neutorgasse 29 Standort KG: Innere Stadt                                      | Das Haus stammt im Mauerkern aus dem frühen 17. Jahrhundert. Die Sandsteinfigur der Maria vom Siege in einer stuckierten Nische wurde Ende des 17. Jahrhunderts geschaffen. Die Fassade erhielt ihr heutiges Aussehen in der 2. Hälfte des 18. Jahrhunderts. | BDA-Hist.: Q38083834 Status: Bescheid Stand der BDA-Liste: 2025-06-30 Name: Wohn- und Geschäftshaus GstNr.: 79 |
| ja    | Datei hochladen | Neues Landesmuseum Joanneum HERIS-ID: 51113 Objekt-ID: 56693                                                            | Neutorgasse 45 Standort KG: Innere Stadt                                      | Das Neue Landesmuseum Joanneum wurde von 1890 bis 1894 nach Plänen von August Gunolt erbaut. Die Fassade mit einem kuppelbekrönten Mittelrisalit und ausschwingenden Seitenflügeln ist im Stil des Neobarock gestaltet. | BDA-Hist.: Q38043795 Status: § 2a Stand der BDA-Liste: 2025-06-30 Name: Neues Landesmuseum Joanneum GstNr.: 146 Neues Joanneum |
| ja    | Datei hochladen | Post- und Telegraphenanstalt/Hauptpostamt HERIS-ID: 51114 Objekt-ID: 56694                                              | Neutorgasse 46 Standort KG: Innere Stadt                                      | Der stattliche Baublock mit späthistoristischen Neorenaissance-Fassaden wurde von 1885 bis 1887 errichtet. | BDA-Hist.: Q38043805 Status: Bescheid Stand der BDA-Liste: 2025-06-30 Name: Post- und Telegraphenanstalt/Hauptpostamt GstNr.: 187 Hauptpostamt Graz |